# Maxent
Maxent (prononciation : /ma'ksɑ̃/) est une commune française située dans le département d'Ille-et-Vilaine, en région Bretagne.

## Géographie

### Situation
| Plélan-le-Grand | Treffendel               | Saint-Thurial |
| Plélan-le-Grand | Maxent                   | Baulon        |
| Loutehel        | Campel Maure-de-Bretagne | Bovel         |

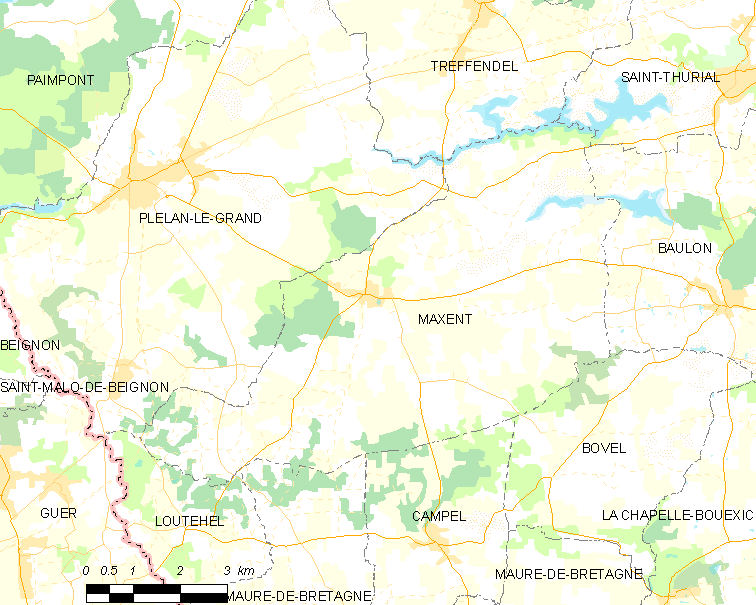
Carte de Maxent et des communes avoisinantes.

Maxent est située au sud de la Forêt de Paimpont, à 11 km au sud-est du bourg de Paimpont, à l'ouest de Rennes et près de la voie express Rennes-Ploërmel-Lorient (RN 24).

### Relief et hydrographie

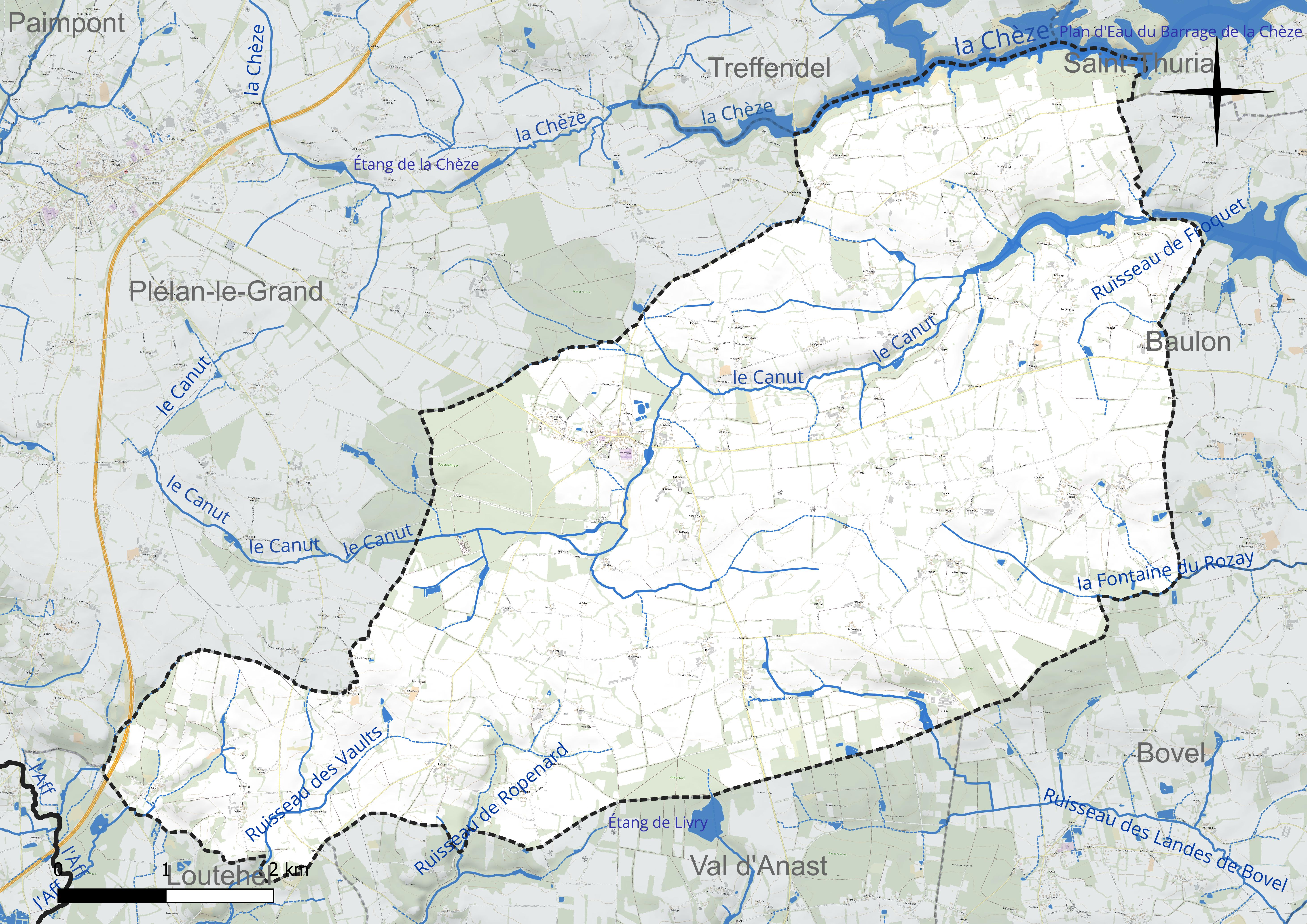
Carte du réseau hydrographique de Maxent.

Le finage communal, est traversé approximativement en son milieu par le Canut et limité au nord par la Chèze, deux affluents de rive droite du Meu et donc sous-affluents de la Vilaine, qui coulent ouest-est. Dans la partie sud-ouest de la commune le Ruisseau de Ropenard et celui des Vaults, qui coulent en direction du sud-ouest, sont des affluents de rive gauche de l'Aff, autre sous-affluent de la Vilaine.
Le Canut alimente le Grand Étang de la Musse, situé en partie en Baulon, et la Chèze par la retenue d'eau de Rennes IV.
Les deux retenues des barrages de la Chèze et du Canut (Rennes IV) ont été mises en service en 1976 pour contribuer à l'alimentation de Rennes en eau potable (l'eau est acheminée par une conduite souterraine jusqu'aux réservoirs de Villejean à Rennes) : elles s'étendent sur 225 ha (dont 60 ha sur la commune de Treffendel) pour une contenance totale de 14 000 000 de m³.

### Hydrographie
Pour un article plus général, voir Réseau hydrographique d'Ille-et-Vilaine.
La commune est située dans le bassin Loire-Bretagne. Elle est drainée par le Canut, la Chèze, la Fontaine du Rozay, le ruisseau de Froquet, le ruisseau de Ropenard et le ruisseau des Landes de bovel,le ruisseau des Vaults,,.
Le Canut (Saint-Senoux), d'une longueur de 45 km, prend sa source dans la commune de Plélan-le-Grand et se jette  dans la Vilaine à Saint-Senoux, après avoir traversé huit communes. 
La Chèze, d'une longueur de 24 km, prend sa source dans la commune de Plélan-le-Grand et se jette  dans le Meu au niveau du Verger, après avoir traversé six communes. 

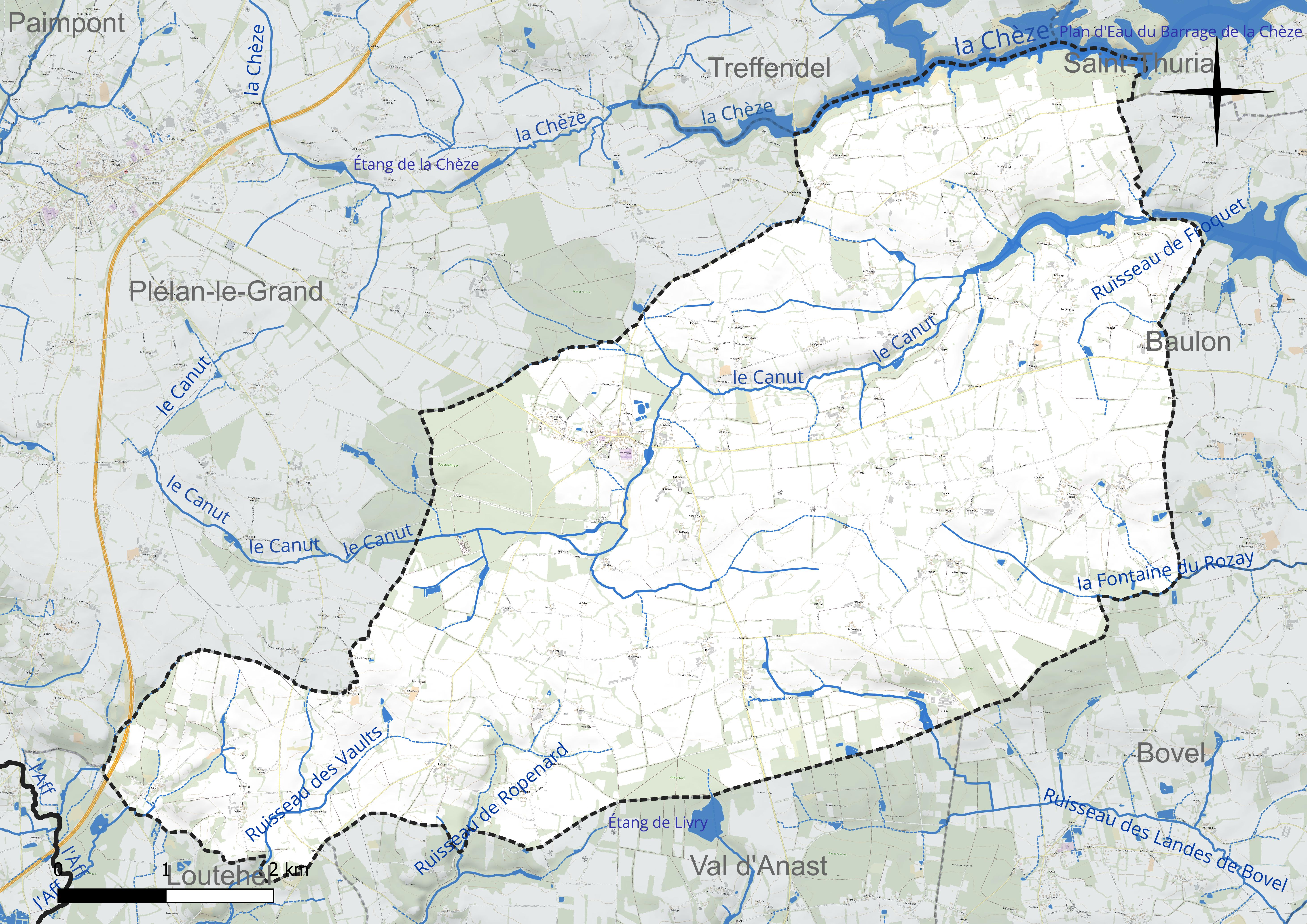
Réseau hydrographique de Maxent.

Deux plans d'eau complètent le réseau hydrographique : le plan d'eau du le barrage de la Chèze, d'une superficie totale de 158,1 ha (21,3 ha sur la commune) et l'étang de la Musse (16,78 ha),.

### Climat
Pour des articles plus généraux, voir Climat de la Bretagne et Climat d'Ille-et-Vilaine.
En 2010, le climat de la commune est de type climat océanique altéré, selon une étude du CNRS s'appuyant sur une série de données couvrant la période 1971-2000. En 2020, Météo-France publie une typologie des climats de la France métropolitaine dans laquelle la commune est exposée à un climat océanique et est dans la région climatique  Bretagne orientale et méridionale, Pays nantais, Vendée, caractérisée par une faible pluviométrie en été et une bonne insolation. Parallèlement l'observatoire de l'environnement en Bretagne publie en 2020 un zonage climatique de la région Bretagne, s'appuyant sur des données de Météo-France de 2009. La commune est, selon ce zonage, dans la zone « Intérieur Est », avec des hivers frais, des étés chauds et des pluies modérées.
Pour la période 1971-2000, la température annuelle moyenne est de 11,3 °C, avec une amplitude thermique annuelle de 12,9 °C. Le cumul annuel moyen de précipitations est de 781 mm, avec 13 jours de précipitations en janvier et 6,6 jours en juillet. Pour la période 1991-2020, la température moyenne annuelle observée sur la station météorologique la plus proche, située sur la commune de Guer à 11 km à vol d'oiseau, est de 12,3 °C et le cumul annuel moyen de précipitations est de 872,7 mm,. Pour l'avenir, les paramètres climatiques de la commune estimés pour 2050 selon différents scénarios d'émission de gaz à effet de serre sont consultables sur un site dédié publié par Météo-France en novembre 2022.

### Paysages et habitat

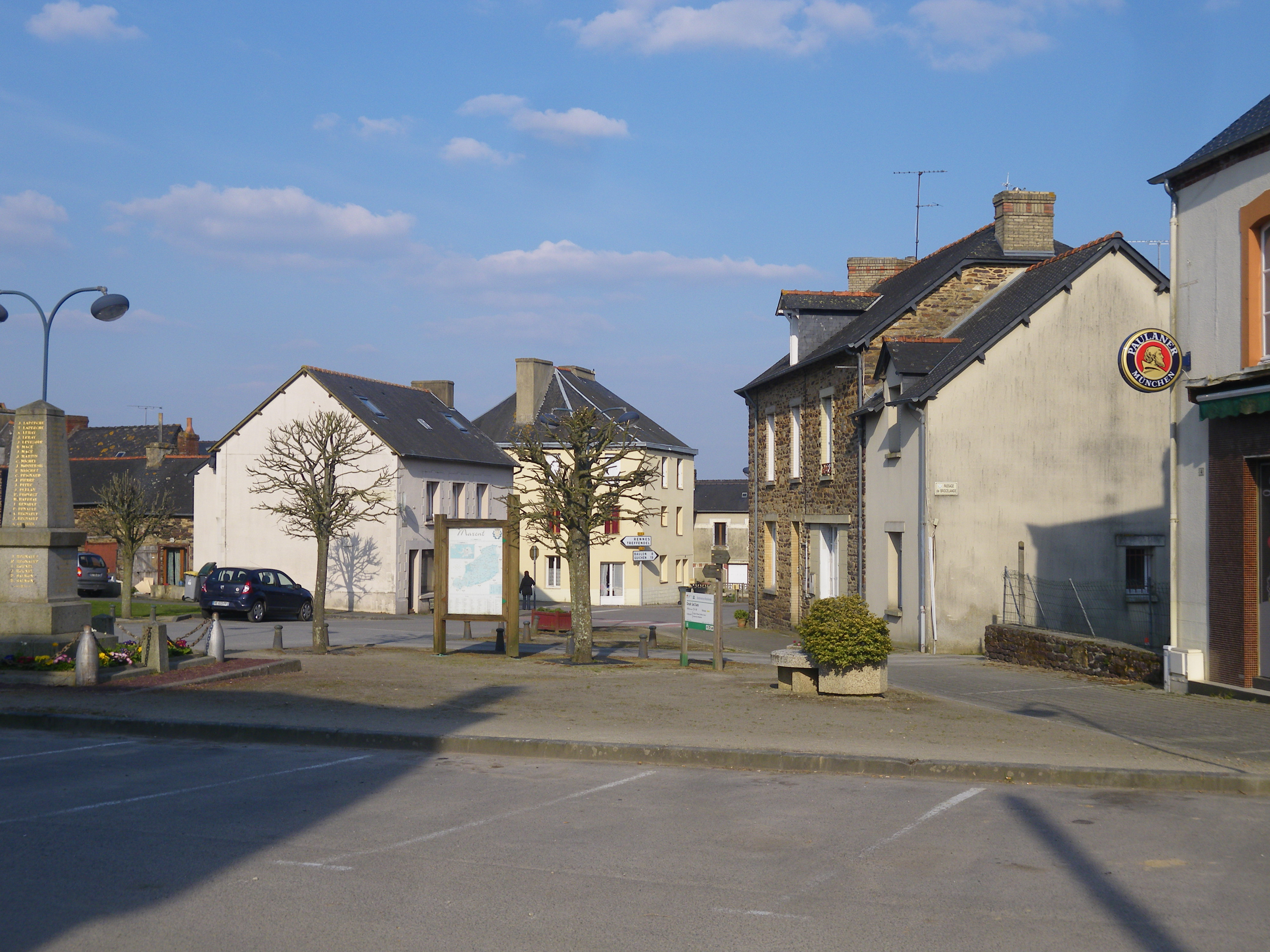
La place centrale de Maxent.

## Urbanisme

### Typologie
Au 1er janvier 2024, Maxent est catégorisée commune rurale à habitat dispersé, selon la nouvelle grille communale de densité à sept niveaux définie par l'Insee en 2022.
Elle est située hors unité urbaine. Par ailleurs la commune fait partie de l'aire d'attraction de Rennes, dont elle est une commune de la couronne,. Cette aire, qui regroupe 183 communes, est catégorisée dans les aires de 700 000 habitants ou plus (hors Paris),.

### Occupation des sols
L'occupation des sols de la commune, telle qu'elle ressort de la base de données européenne d'occupation biophysique des sols Corine Land Cover (CLC), est marquée par l'importance des territoires agricoles (86,1 % en 2018), une proportion identique à celle de 1990 (86,1 %). La répartition détaillée en 2018 est la suivante : 
zones agricoles hétérogènes (41,3 %), terres arables (39,6 %), forêts (11,6 %), prairies (5,2 %), eaux continentales (1,4 %), zones urbanisées (0,9 %). L'évolution de l'occupation des sols de la commune et de ses infrastructures peut être observée sur les différentes représentations cartographiques du territoire : la carte de Cassini (XVIIIe siècle), la carte d'état-major (1820-1866) et les cartes ou photos aériennes de l'IGN pour la période actuelle (1950 à aujourd'hui).

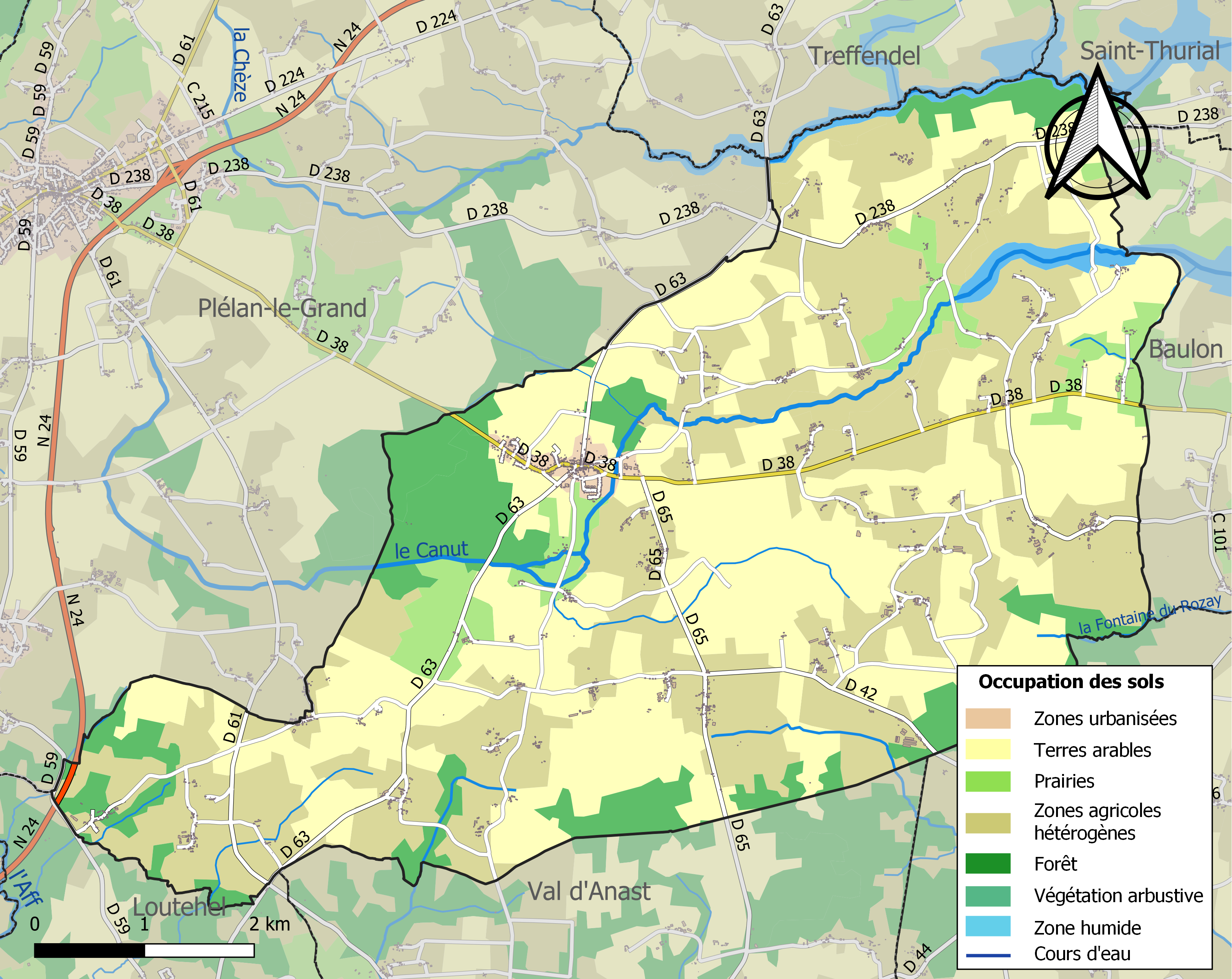
Carte des infrastructures et de l'occupation des sols de la commune en 2018 (CLC).

## Toponymie
Le nom de la localité est attesté sous les formes Schirio en 863, Sanctus Maxentius en 866, basilicam Sancti Maccentii en 869 et 875, Macent en 1330, Mecent en 1382, Massant au XVIe siècle.
Maxent est issu de Maxentius, saint abbé poitevin du Ve siècle.
Ne demeure que le nom propre sans référence à la religion. La chute du qualificatif, saint, s'est produite le plus souvent vers, et rarement avant, le XIVe siècle (Maxent dès le Xe siècle).

## Histoire

### Préhistoire et Antiquité
Une hache armoricaine, plate, a été trouvée à Maxent et décrite par l'archéologue Jacques Briard.
Un gisement gallo-romain matérialisé par des tegulae, des briques, des tessons de céramiques a été retrouvé sur le territoire de la commune[réf. nécessaire].

### Moyen Âge

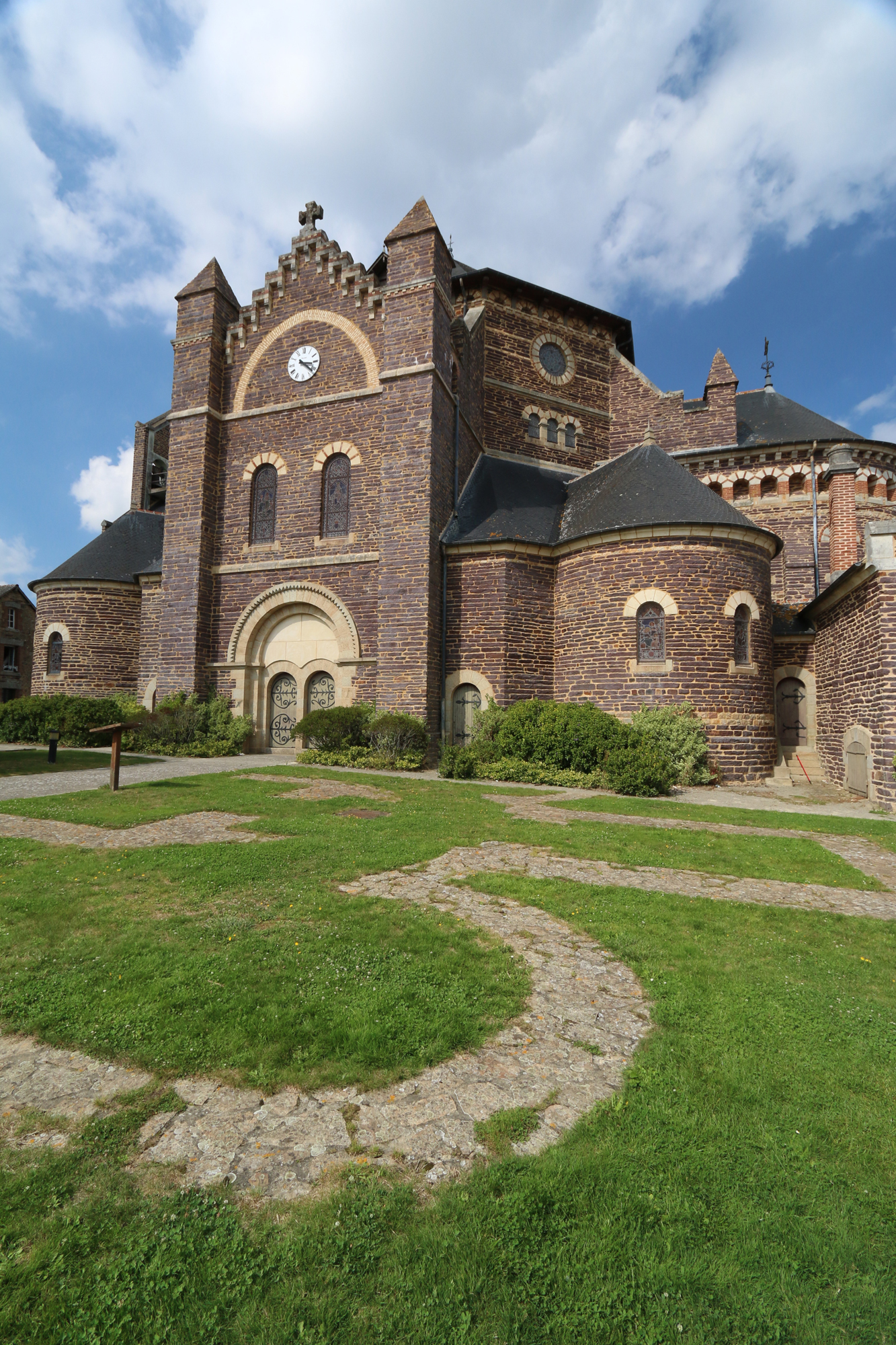
Église de Saint-Maxent. Sur la pelouse, c'est une ancienne église Saint-Sauveur.

Vers 860, les moines de l'abbaye Saint-Sauveur de Redon demandent protection au roi de Bretagne Salomon, pour se protéger des incursions vikings. Le roi, qui possède une résidence (aula) à proximité de Maxent, leur fait construire un monastère richement doté sur le territoire actuel de la commune. Ce monastère prend le nom de « Saint-Maxent » lorsque le roi Salomon fait déposer dans l'église du jeune monastère des reliques de saint Maxent, ce qui accroît la renommée du site, jusqu'à ce que le corps du saint soit finalement restitué à sa paroisse poitevine d'origine. La femme de Salomon, Wembrit, ainsi que l'un des fondateurs de l'abbaye Saint-Sauveur de Redon, Conwoïon, y sont également inhumés.
La renommée des lieux grandit rapidement : le monastère Saint-Sauveur de la paroisse de Plélan prend le nom de Saint-Maxent.
D'après la légende, la demeure de Salomon se situait à Maxent, à l'emplacement de la ferme du Prélouais, placée à l'entrée du Domaine des Hayes, côté bourg, en face de la conciergerie.

### Temps modernes
Selon Dom Pierre Porcher, prieur et recteur de Maxent, dont la description est reprise par A. Marteville et P. Varin, le prieuré occupa la place de l'ancien monastère : « c'est un bâtiment assez vaste, aux toits aigus, reconstruit à la fin du XVIe siècle. Son aspect témoigne encore de son ancienne importance seigneuriale ; mais l'église surtout mérite une description complète : elle est depuis la fondation sous l'invocation de saint Sauveur ; elle se compose d'une abside, d'une nef, d'un bas-côté au sud de la nef, et de deux chapelles, côté de la tour. La nef et le bas-côté, de style ogival dégénéré, ont été reconstruits à la fin du XVIe siècle, et on voit encore dans les murs de la nef des parties anciennes qui se raccordent mal avec le nouveau mur. L'abside est d'architecture romane. Elle est entourée à l'extérieur par une galerie, espèce de crypte , très basse, voûtée en pierre et percée de quelques fenêtres très étroites, semblables à des meurtrières, qui ne laissent pénétrer qu'un faible jour. Dans la partie du nord, on voit un autel en pierre, très grossier ; celle du sud a été abattue presqu'entier pour faire place à une sacristie. (..) Tout, dans cette partie de l'église, annonce l'antiquité la plus reculée. Tout est lourd, massif et sans ornements. On croit que c'était dans ces caveaux que reposaient les corps de Salomon, de la reine Guenvret [Wenbrit] et de saint Convoyon. Les reliques de celui-ci furent portées à Redon, lorsque les moines y rentrèrent peu d'années après la fondation de Maxent, et elles y ont été conservées jusqu'en 1793, où l'impiété les détruisit ».
Pierre Porcher écrit aussi que les terres de Maxent ont toujours appartenu à l'abbaye de Redon depuis le IXe siècle et qu'au XVIIe siècle c'est encore le cas du fief de Maxent et que le prieuré de Maxent est baillé à un prieur nommé par l'abbé de Redon ; il ajoute que « les paroissiens dudit lieu ont toujours depuis continué et continuent encore la sainte et louable coutume d'aller tous les ans solennellement au jour et fête de la très-sainte Trinité faire leur Procession […] à saint Sauveur en son Église de Redon, distante dudit Maxent de sept grandes lieues ». Pierre Porcher reconstruisit en partie en 1625-1626 la vieille église du IXe siècle qui avait déjà été agrandie le siècle précédent par l'adjonction de trois chapelles dédiées à saint Étienne, saint Fiacre et la troisième étant occupée par les fonts baptismaux.
Une confrérie du Rosaire était active à Maxent aux XVIIe siècle et XVIIIe siècle si l'on en juge par la présence d'une chapelle du Rosaire (dans laquelle avaient lieu de nombreuses inhumations) dans l'ancienne église et du tableau du Rosaire du peintre rennais Piéfort, commandé en 1693, qui a été conservé.

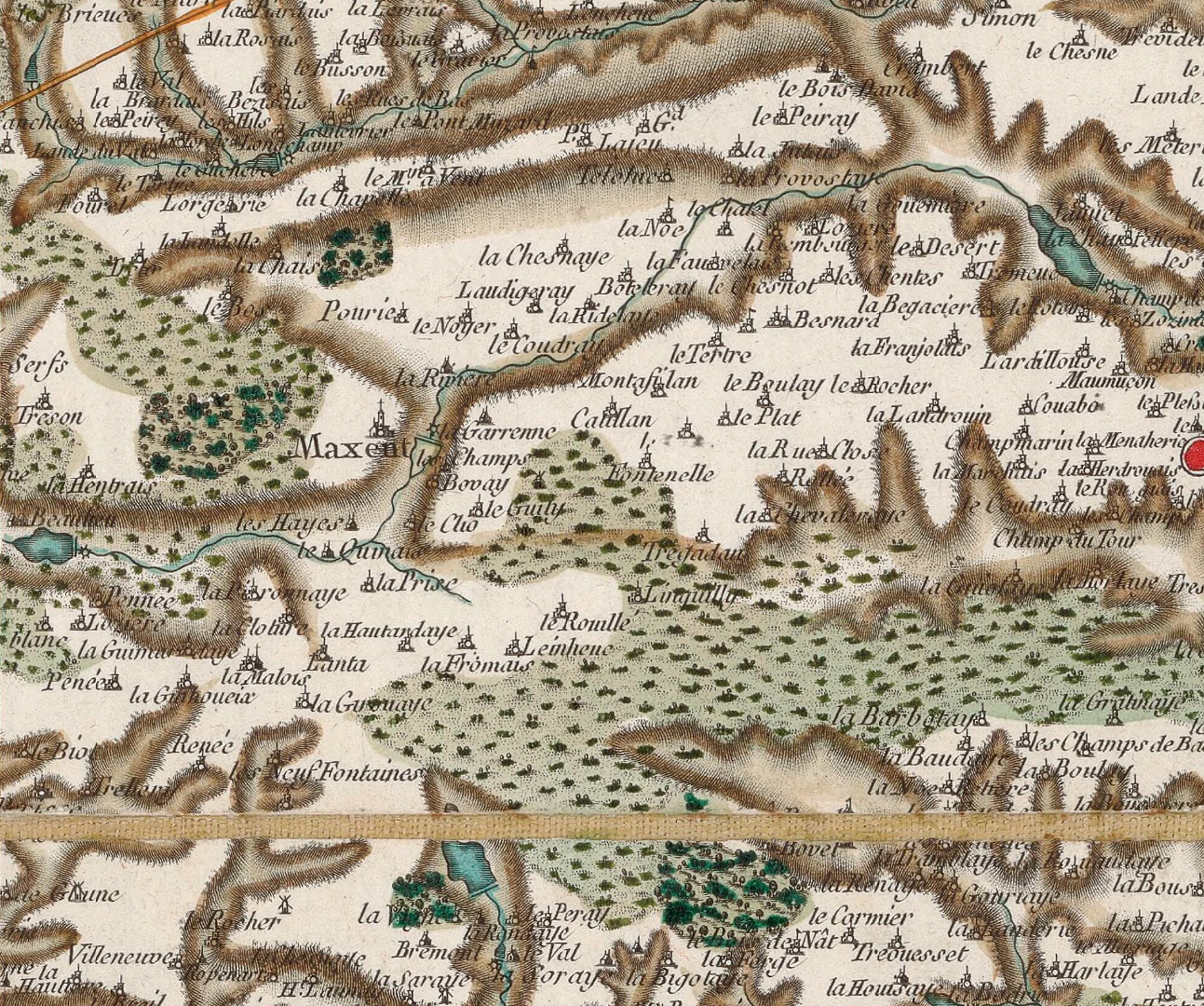
Carte de Cassini de la paroisse de Maxent et de ses environs (1785).

Jean-Baptiste Ogée décrit ainsi Maxent en 1778 :

« Maxent ; dans un fond, à 15 lieues trois quarts au sud de Saint-Malo , son évêché ; à 5 lieues et demie de Rennes ; et à 1 lieue et demie de Plélan, sa subdélégation. Cette paroisse, dont la cure est à l'Ordinaire, compte 1500 communiants, se ressortit au siège royal de Ploërmel. Son territoire est un pays couvert [de bocage],  où l'on voit des terres labourables , peu de prairies , beaucoup de landes, et des arbres à fruits pour le cidre. »

Le même auteur cite comme maisons nobles le Clos et la Chevollevais, disposant du droit de haute justice et appartenant à M. du Breil-Houssoux, le prieuré de Maxent, aussi haute justice et appartenant aux moines de Redon (qui possèdent aussi la moyenne justice de Redon-Maxent) ; Bois-Playant et le Clos-Loyer (moyenne justice).
Le manoir des Hayes, possédé depuis environ 1630 par la famille Gentil, est vendu en 1720 à Marc-Gabriel du Lys, comte de Beaucé ; cette famille le possède jusqu'en 1803, date à laquelle il devient la propriété de la famille de Poulpiquet du Halgouët et le reste jusqu'en 2011.

### Révolution française
R. Bellancy, recteur de Maxent, fait partie des signataires d'un texte publié le 12 janvier 1791 par le journal L'Ami du roi annonçant l'opposition des signataires à la Constitution civile du clergé.

### LeXIXesiècle

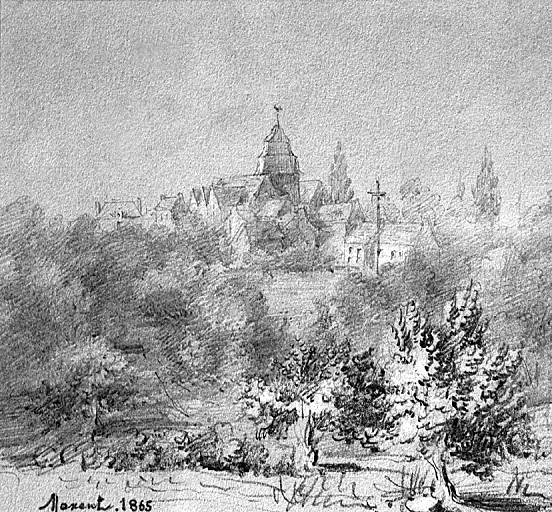
Dessin représentant le bourg de Maxent en 1865.

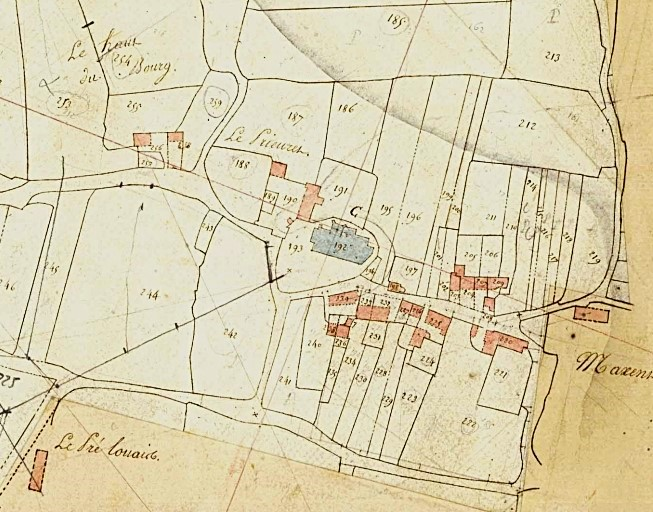
Plan cadastral du bourg de Maxent en 1823.

Selon le cadastre de 1823 le bourg de Maxent est encore tout petit, regroupant seulement 13 maisons et 7 bâtiments ruraux. Lors du recensement de 1841 le bourg ne compte que 80 personnes pour une population communale totale de 1 808 habitants.

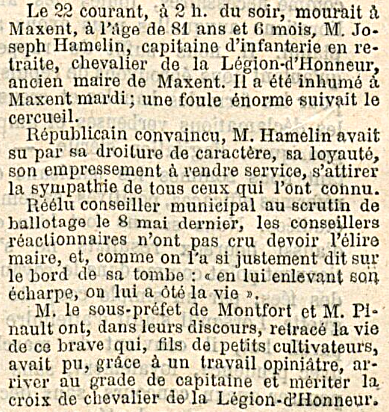
Article du journal La Dépêche bretonne du 28 mai 1892 annonçant le décès de Joseph Hamelin, ancien maire de Maxent.

A. Marteville et P. Varin, continuateurs d'Ogée, décrivent ainsi Maxent en 1853 :

« Maxent (sous l'invocation de saint Maxent, abbé) : commune formée de l'ancienne paroisse de ce nom ; aujourd'hui succursale. (..) Principaux villages : la Jeu, la Noé, Téloble, Bois-David, la Gouannière, Treumé, les Cheintes, Landrouin, le Rocher, Trégadan, Linguilly, la Fromais, la Malouais, la Devairie, Mérignac, Périsac, Psihan, Bas-Pennée, le Coudray, la Chesnais, Catillan, Rollée. Superficie totale : 3 946 hectares 81 ares, dont (..) terrrs labourables 1 835 ha, prés et pâturages 302 ha, bois 83 ha, vergers et jardins 13 ha, landes et incultes 1 518 ha (..). Moulins: 2 (de Maxent, à vent ; de Maxent, à vent). Cette commune est limitée au nord-est par la petite rivière la Chèze, ou de Serrant. Géologie : quartzite. On parle le français [en fait le gallo]. »

En 1889 Maxent possédait une école publique de garçons (6 élèves sur 7 présentés obtinrent cette année-là le certificat d'études primaire) et une école congréganiste de filles (deux élèves l'obtinrent sur 4 présentées).
La nouvelle église Saint-Maxent est construite par l'architecte Arthur Regnault entre 1893 et 1897.

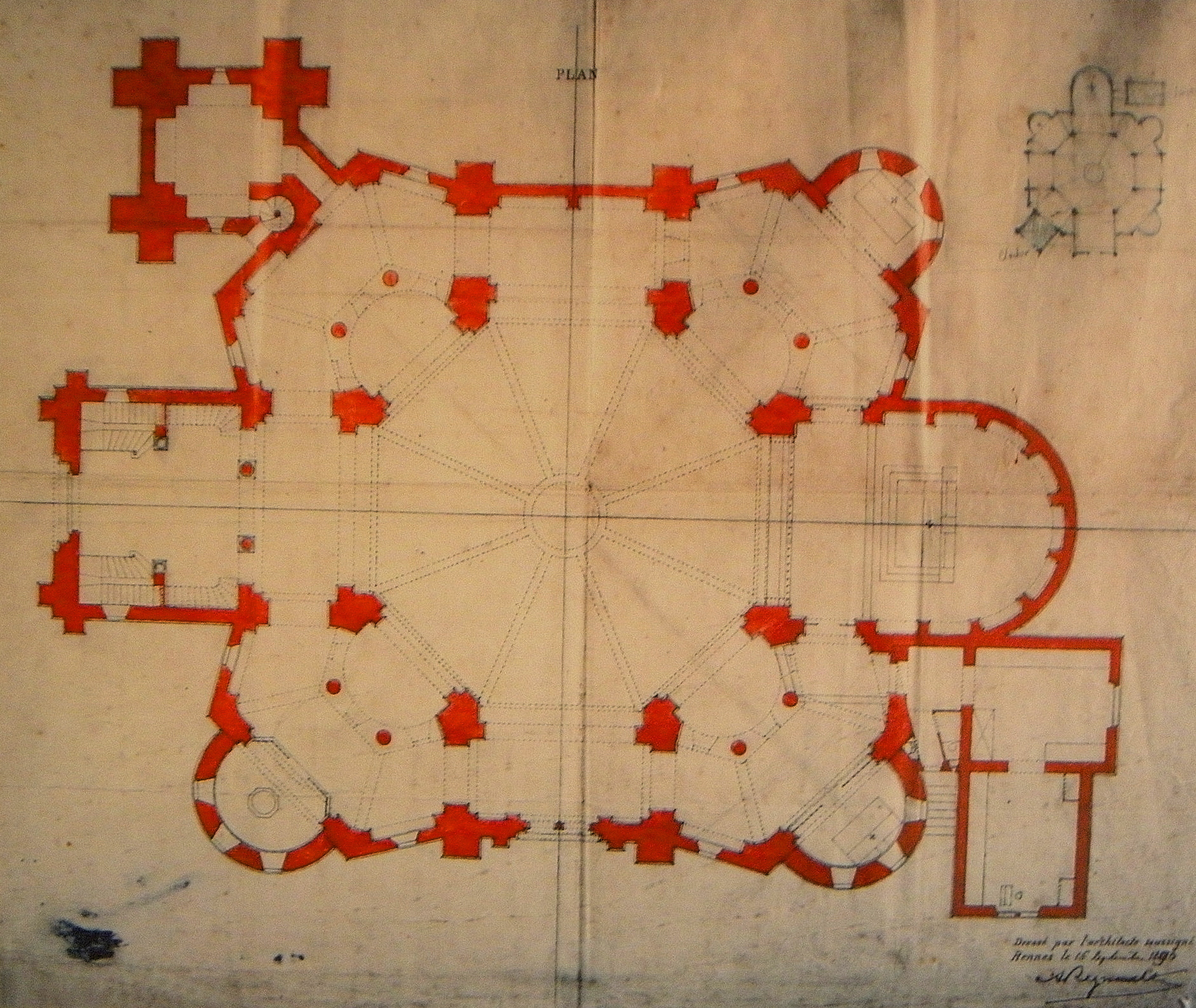
Plan de l'église de Maxent (dessin d'Arthur Regnault).
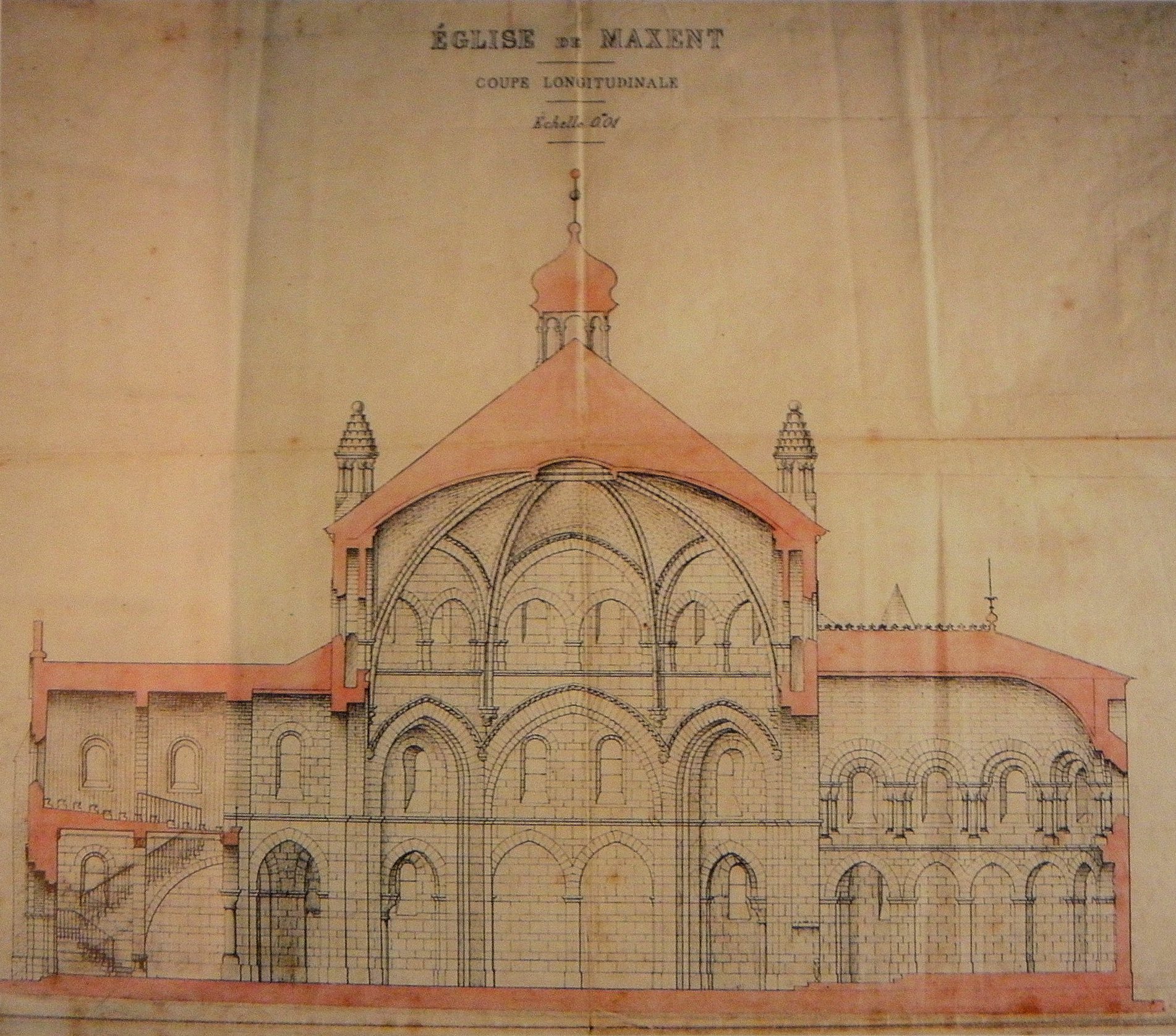
Coupe longitudinale de l'église de Maxent (dessin d'Arthur Regnault).
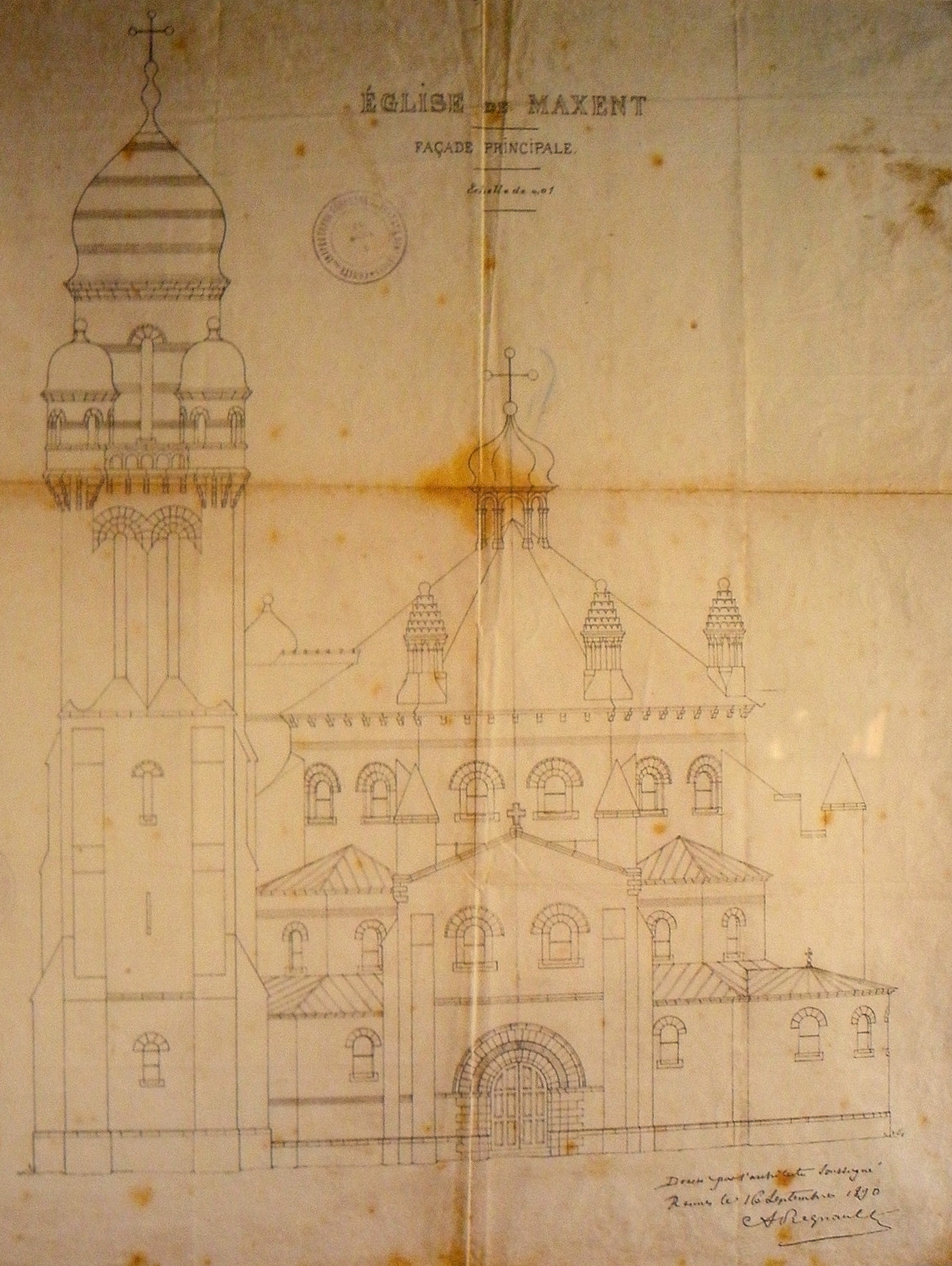
Plan de la façade de l'église de Maxent (dessin d'Arthur Regnault).
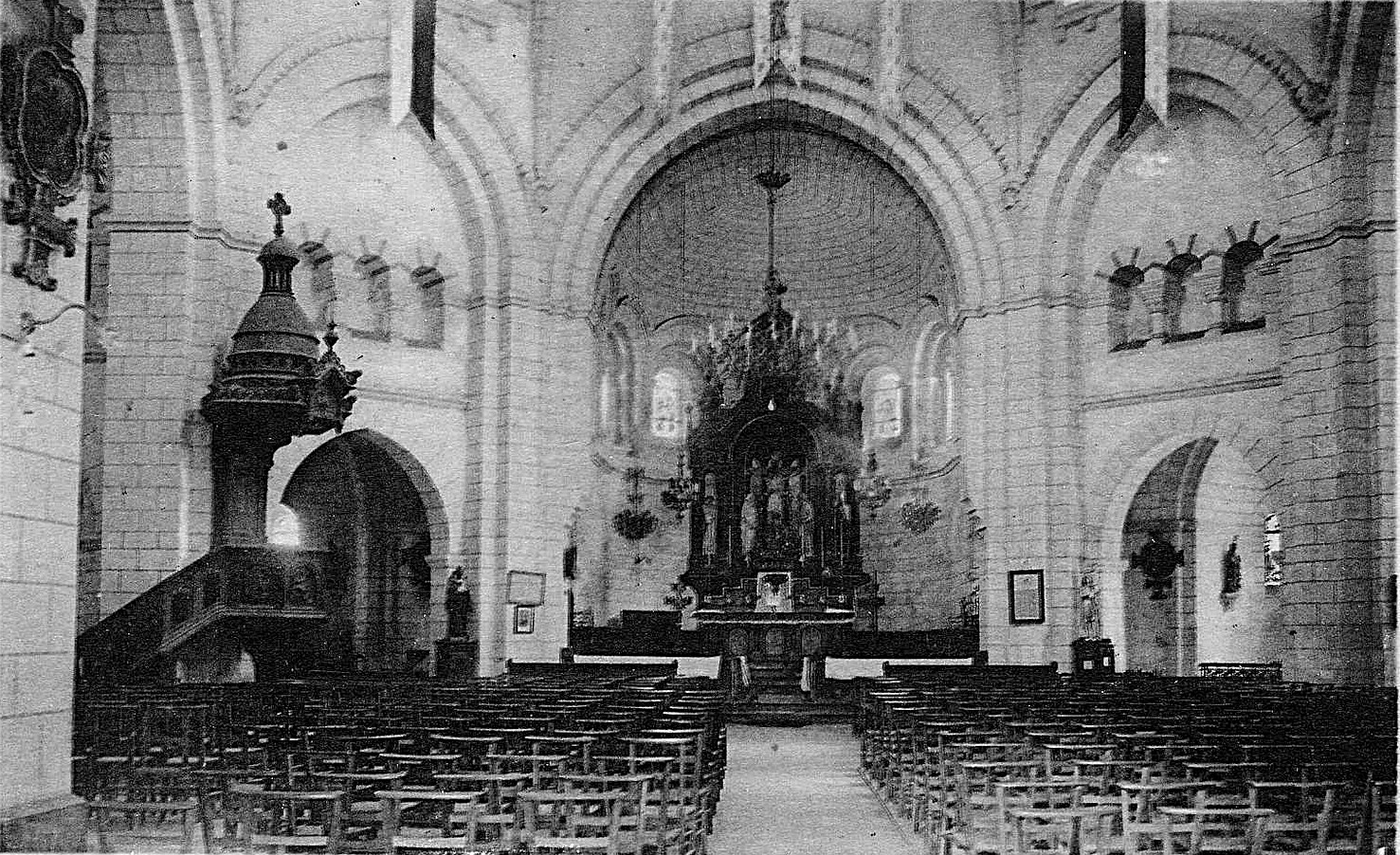
La nouvelle église de Maxent : vue intérieure d'ensemble (1903).

### LeXXesiècle

#### La Belle Époque
Au début des années 1900, des fouilles archéologiques ont permis la découverte, au pied de l'actuelle église, des restes du monastère offert par Salomon et de vestiges de sanctuaires carolingiens.
En 1904 la liste antigouvernementale (opposée aux mesures de laïcisation) est élue aux élections municipales avec 150 voix de majorité.
Le 7 mars 1906 fut organisée l'inventaire des biens d'église de Maxent : « les portes de l'église et de la sacristie ont été défoncées » afin de pouvoir y procéder. Une première tentative de mener à bien cet inventaire avait eu lieu le 28 février 1906, mais avait dû être ajournée sine die « par suite de l'opposition des fidèles ».
En septembre 1907 l'abbé Treussel, desservant de la paroisse, refusa la confession à une fillette, sous prétexte qu'elle fréquentait l'école communale laïque. En 1911 une école privée de garçons rouvrit à Maxent ; le vicaire de la paroisse, accompagnant le jeune abbé dirigeant cette école, déclara aux parents qu'ils visitaient que « s'ils envoyaient leurs enfants à l'école communale, l'absolution leur serait refusée ».

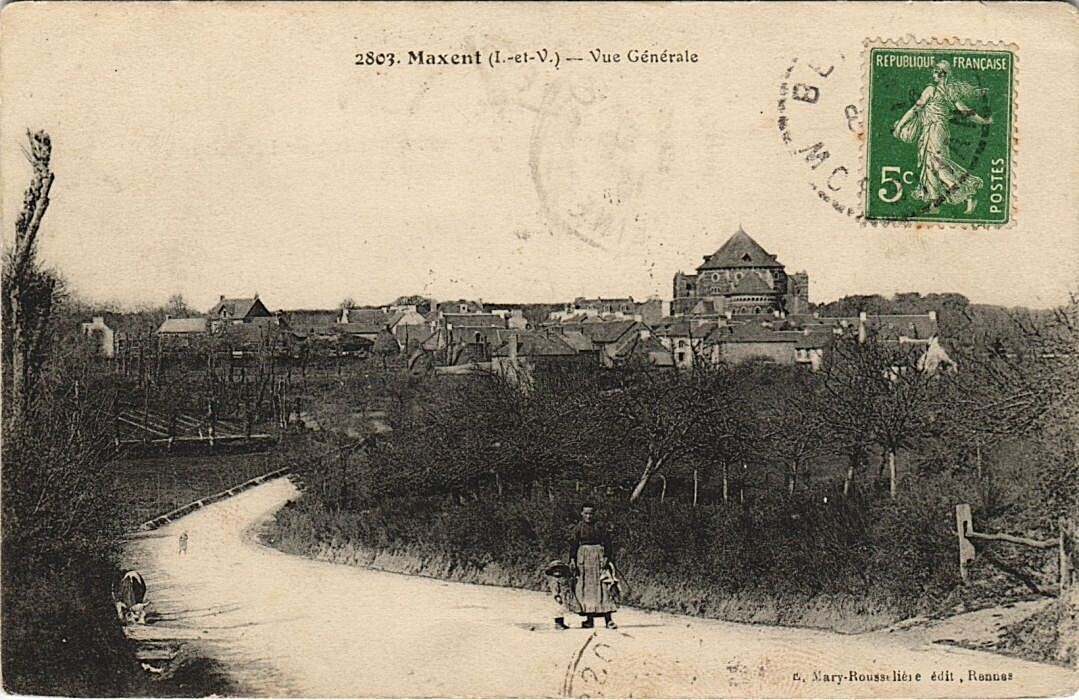
Le bourg de Maxent au début du XXe siècle : vue générale (carte postale).
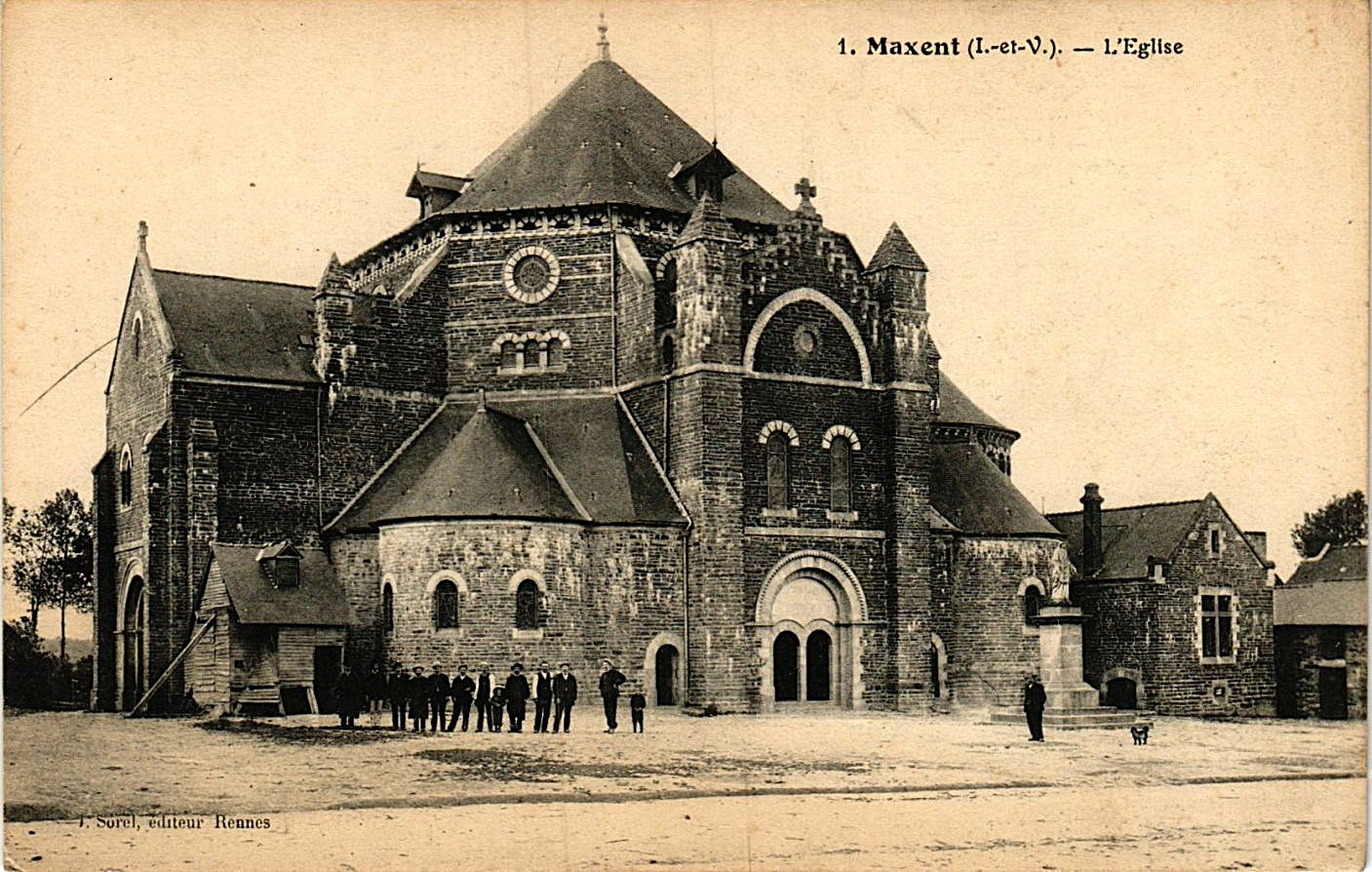
L'église paroissiale de Maxent au début du XXe siècle (carte postale).
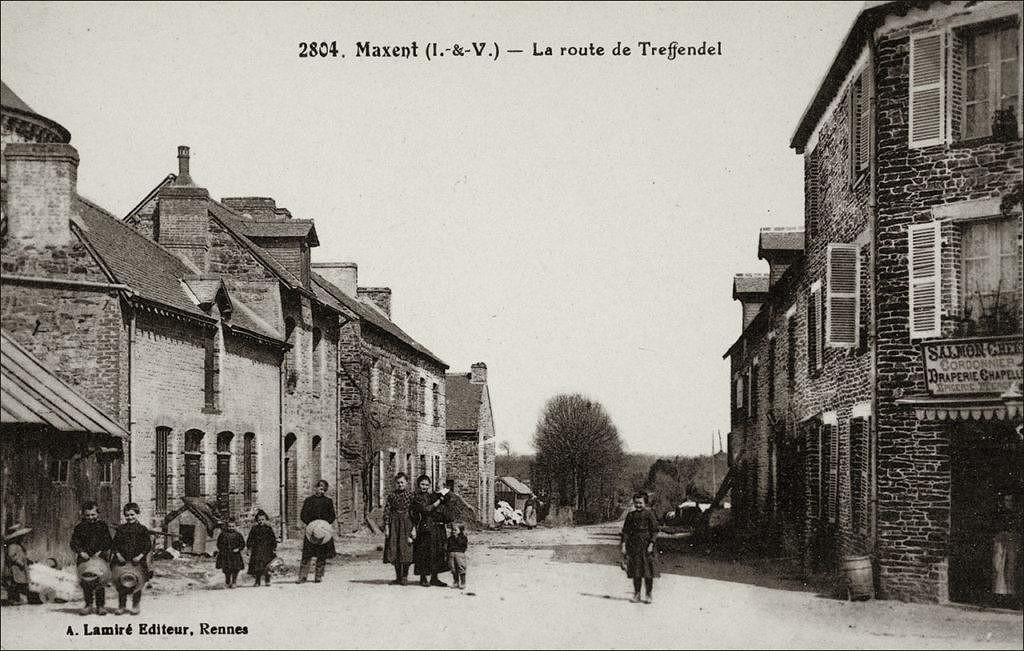
Maxent ː la route de Treffendel au début du XXe siècle (carte postale Lamiré).
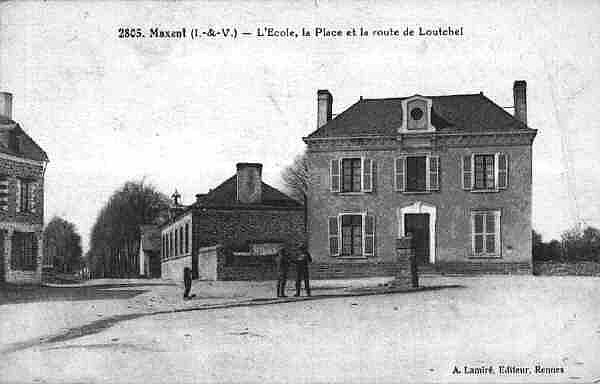
Maxent : l'école, la place et la route de Loutehel (carte postale).

#### La Première Guerre mondiale

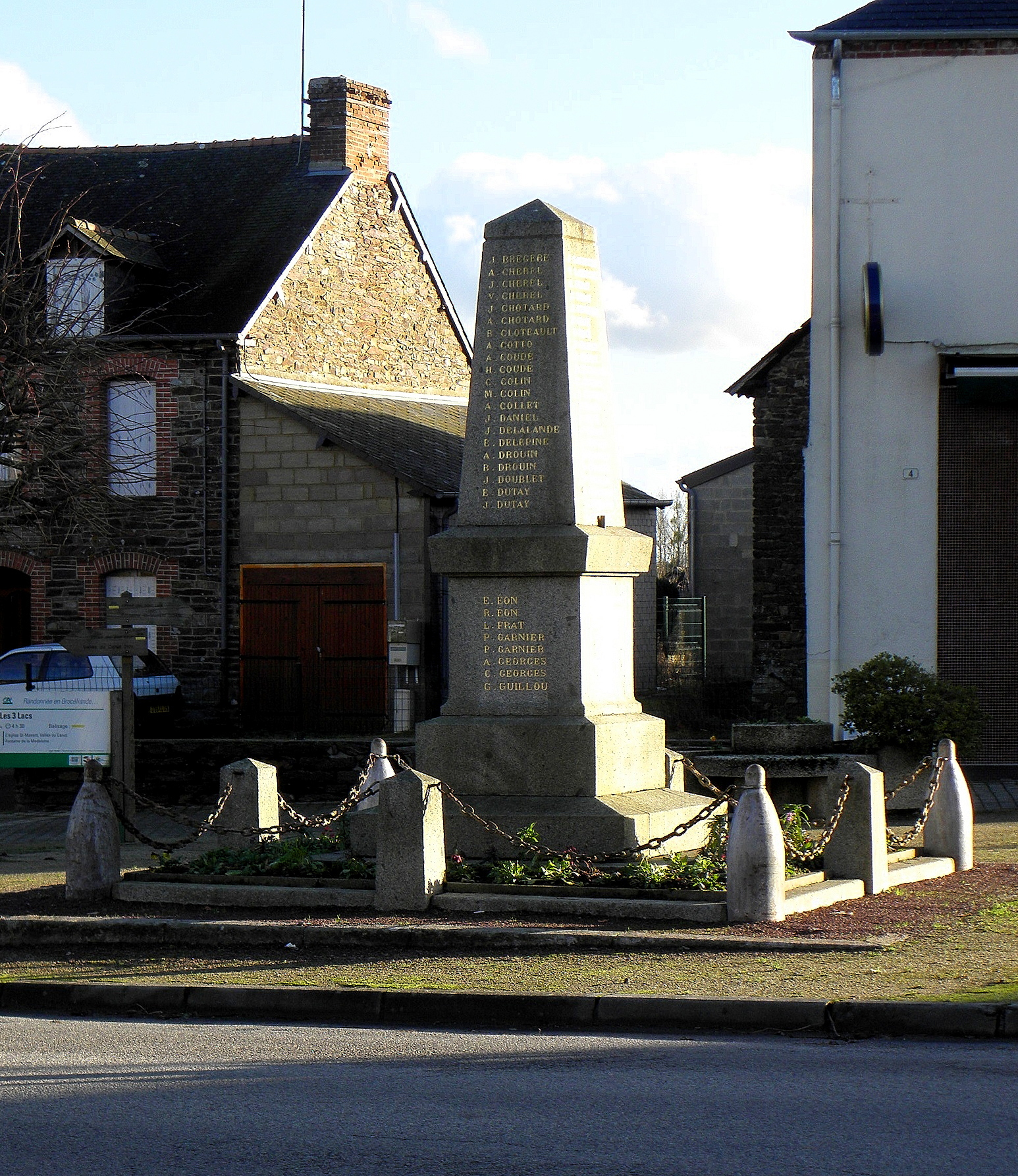
Le monument aux morts de Maxent.

Le monument aux morts de Maxent porte les noms de 97 soldats morts pour la France pendant la Première Guerre mondiale ; parmi eux 5 au moins sont morts en Belgique (dont Alexandre Cotto dès le 21 août 1914 à Fosses, Mathurin Hervault le lendemain à Rossignol, Clément Georges le 4 septembre 1914 à Waulsort ; Alexandre Regnault le 1er février 1916 à Boezinge et Ernest Guyot le 3 mai 1918 à Locre) ; Armand Macé est mort de maladie alors qu'il était en captivité en Allemagne le 17 novembre 1918, donc après l'armistice ; la plupart des autres sont morts sur le sol français.
Un état-major américain occupa le château des Hayes vers la fin de la Première Guerre mondiale.

#### L'Entre-deux-guerres
Le 9 octobre 1919 Maxent organisa une fête en l'honneur de ses poilus. Le monument aux morts fut inauguré le 13 mai 1923.
Le service téléphonique ouvre à Maxent le 16 octobre 1920 et une agence postale le 1er octobre 1923. Plusieurs chemins vicinaux et ruraux sont aménagés dans la décennie 1930 afin de désenclaver les villages de la commune : par exemple le VC 12, en direction de Maure, permettant de desservir les Hayes, le Clio, la Prise-Lentu, le Carrois, le Mallois, les Neuf-Fontaines et les Devairies est mis en adjudication en mars 1933.
Dans une France souffrant alors de dénatalité, Maxent, ainsi que la plupart des communes avoisinantes, conservait une forte natalité : en 1934 on enregistre dans la commune 41 naissances, 23 décès et 9 mariages.
Dans la décennie 1930 Maxent disposait d'un patronage (avec une troupe théâtrale et une clique) et d'un club de football, l'A. S. Maxent. La Jeunesse agricole chrétienne était alors très active dans la région.
La fête locale de Maxent était organisée tous les ans aux alentours du 1er juillet, par exemple celle de 1937 obtint son succès habituel (courses de bicyclette, défilé, concours de palets et de tir, retraite aux flambeaux, etc..).

#### La Seconde Guerre mondiale
À partir de 1941 un état-major allemand occupa le château des Hayes (de nombreux chars furent dissimulés dans les bois du château, lequel subit des dégradations et perdit une bonne partie de son mobilier).
Le monument aux morts de Maxent porte les noms de 17 personnes mortes pour la France pendant la Seconde Guerre mondiale ; parmi eux, Noël Margat, résistant du réseau Oscar Buckmaster, est mort le 22 avril 1945 au camp de concentration de Mauthausen.
La section FFI de Plélan-le-Grand fut fondée le  1er mars 1943 par le sous-lieutenant Bourhis en accord avec le lieutenant Duval. La section était constituée des groupes de Plélan, Maxent, Bréal, Treffendel, Saint-Malon, Iffendic et Mordelles.
Albert Urvoy, né à Maxent le 23 mars 1923 s'engagea dans les Forces françaises libres.
La 12ème Compagnie du 3ème Bataillon F.F.I. d'Ille-et-Vilaine est constituée le 6 août 1944 sous les ordres du capitaine Jubin et installe ses quartiers au château de Monterfil et à Paimpont (elle est baptisée Henri Moras, pour honorer cet homme abattu en service à l'entrée de Paimpont par un officier SS qui fuyait se cacher en forêt). Tous les groupes qui en sont membres avaient, avant cette date, déjà participé à des actions de sabotage et à des embuscades contre des convois allemands. Elle reçut comme mission le nettoyage de la présence allemande en forêt de Paimpont, en coopération avec l'armée américaine. Sur les 800 Allemands faits prisonniers en Forêt de Paimpont, environ 350 le furent par la 12e compagnie FFI et furent remis aux Américains ou convoyés au camp de prisonniers de Vezin-le-Coquet.

### LeXXIesiècle

#### Les éoliennes
Un parc de 3 éoliennes a été installé en 2018 à environ 2 km au sud-est du bourg (3 turbines Vestas V90/2000 d'une puissance de 2 000 kW d'un diamètre de 90 m). Le conseil municipal de Maxent a voté  contre (11 voix contre, une pour et une abstention) le 6 juillet 2023 et le commissaire enquêteur a émis en novembre 2023 un avis défavorable au projet de construction sur le même site de 3 éoliennes supplémentaires, projeté par une filiale de Total Énergies.

## Héraldique
| Blason | Blasonnement : D'argent aux trois chevrons de gueules accompagnés de trois croix tréflées du même. Écu soutenu par deux branches de châtaignier chargées de bogues d'or. |

## Politique et administration

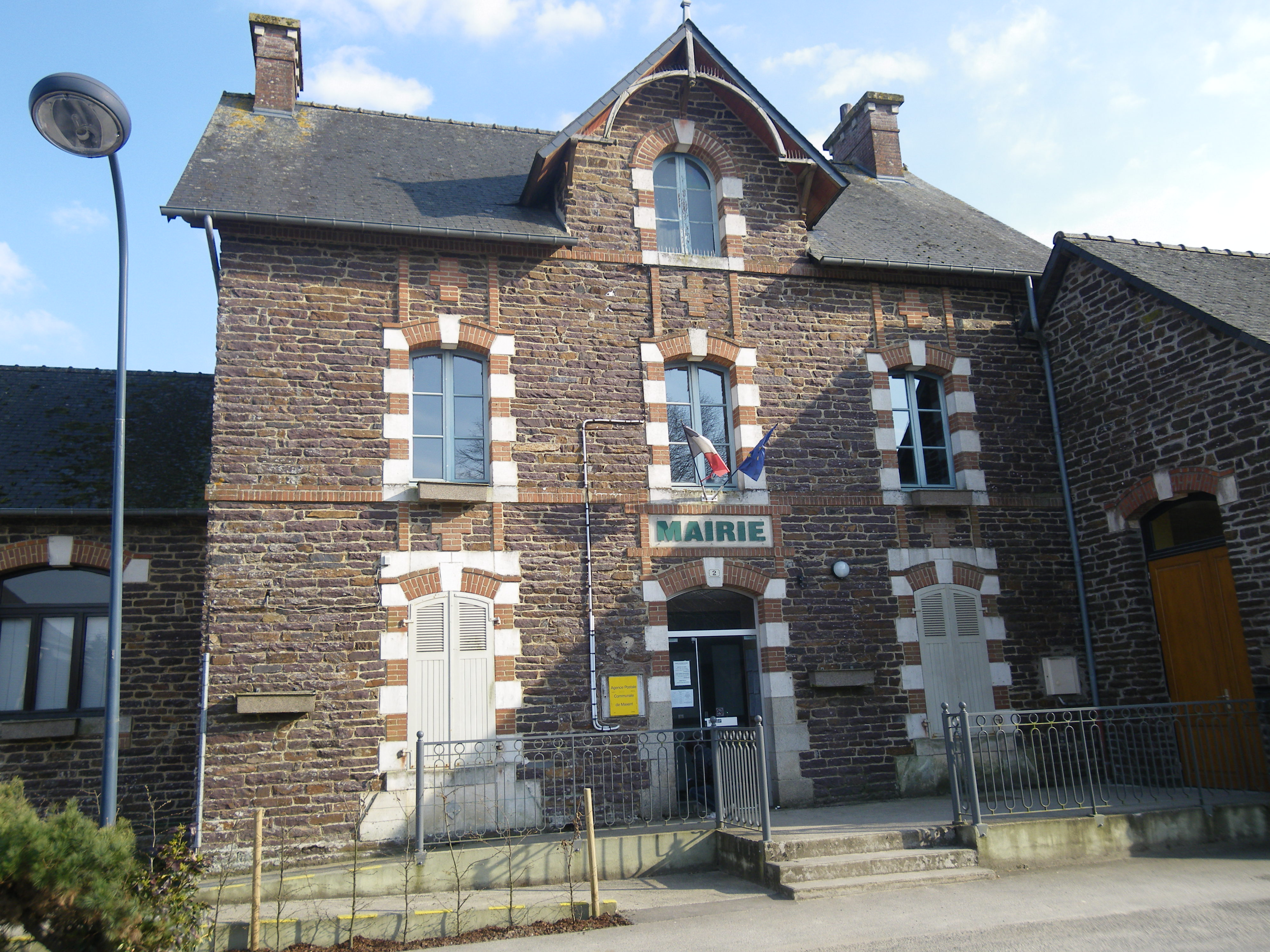
La mairie de Maxent.

| Période                                  | Période             | Identité                           | Étiquette   | Qualité                                                                                |
| ---------------------------------------- | ------------------- | ---------------------------------- | ----------- | -------------------------------------------------------------------------------------- |
| avant 1797                               |                     | Joseph Grugel                      |             | Agent municipal chargé de l'état-civil.                                                |
| avant 1800                               | 1816                | Jean Rouxel                        |             |                                                                                        |
| 1816                                     | 1824                | Julien Salmon                      |             | Cultivateur et marchand.                                                               |
| 1824                                     | 1830                | Yves Marie Mishart [nom incertain] |             |                                                                                        |
| 1830                                     | 1855                | Marie Joseph Herviault             |             | Cultivateur. Propriétaire.                                                             |
| 1855                                     |                     | Joseph de Poulpiquet du Halgouët   |             | Officier de cavalerie. Jean Brégère, adjoint, signe la plupart des actes d'état-civil. |
| avant 1868                               | 1868                | Pierre Salmon                      |             | Marchand de mercerie.                                                                  |
| 1869                                     | 1892                | Joseph Hamelin                     |             | Capitaine au 21ème de Ligne. Chevalier de la Légion d'honneur.                         |
| 1892                                     | 1895                | Désiré Frotin                      |             |                                                                                        |
| 1895                                     | 1899                | Jean Brégère                       |             | Laboureur.                                                                             |
| 1900                                     | après 1915          | Jean-Marie Hervé                   |             | Cultivateur et marchand de vaches.                                                     |
| avant 1918                               | après 1918          | François Georges                   |             | Cultivateur.                                                                           |
| avant 1923                               | 1926                | Léon Pierre Vassard                |             | Instituteur. Directeur de l'école des garçons.                                         |
| avant 1931                               | après 1939          | Chérel                             | Républicain | Réélu maire en 1935. Conseiller d'arrondissement.                                      |
|                                          |                     |                                    |             |                                                                                        |
|                                          |                     |                                    |             |                                                                                        |
| mars 1977                                | mars 1989           | Marie-Thérèse Le Hec'h             |             | Mère au foyer                                                                          |
| mars 1989                                | 17 mars 2001        | René Marchadour                    |             | Professeur dans l'enseignement agricole.                                               |
| 17 mars 2001                             | 17 mai 2003 (décès) | Yves Le Roux                       |             | Économiste, chargé de recherche à l'INRA. Vice-président de la CC de Brocéliande.      |
| 20 juin 2003                             | 29 mars 2014        | Jacques Guillemot                  |             | Technicien de maintenance retraité                                                     |
| 29 mars 2014                             | 25 mai 2020         | Henri Doranlo                      |             | Égyptologue et enseignant.                                                             |
| 25 mai 2020                              | En cours            | Ange Prioul                        |             | Secrétaire de mairie retraité.                                                         |
| Les données manquantes sont à compléter. |                     |                                    |             |                                                                                        |

## Démographie
L'évolution du nombre d'habitants est connue à travers les recensements de la population effectués dans la commune depuis 1793. Pour les communes de moins de 10 000 habitants, une enquête de recensement portant sur toute la population est réalisée tous les cinq ans, les populations de référence des années intermédiaires étant quant à elles estimées par interpolation ou extrapolation. Pour la commune, le premier recensement exhaustif entrant dans le cadre du nouveau dispositif a été réalisé en 2008.

En 2022, la commune comptait 1 457 habitants, en évolution de −0,82 % par rapport à 2016 (Ille-et-Vilaine : +5,46 %, France hors Mayotte : +2,11 %).
| 1793  | 1800  | 1806  | 1821  | 1831  | 1836  | 1841  | 1846  | 1851  |
| ----- | ----- | ----- | ----- | ----- | ----- | ----- | ----- | ----- |
| 1 715 | 1 613 | 1 395 | 1 651 | 1 774 | 1 887 | 1 808 | 1 716 | 1 825 |

| 1856  | 1861  | 1866  | 1872  | 1876  | 1881  | 1886  | 1891  | 1896  |
| ----- | ----- | ----- | ----- | ----- | ----- | ----- | ----- | ----- |
| 1 915 | 2 030 | 2 127 | 2 181 | 2 203 | 2 193 | 2 130 | 2 138 | 2 102 |

| 1901  | 1906  | 1911  | 1921  | 1926  | 1931  | 1936  | 1946  | 1954  |
| ----- | ----- | ----- | ----- | ----- | ----- | ----- | ----- | ----- |
| 2 032 | 2 107 | 2 082 | 1 809 | 1 780 | 1 747 | 1 649 | 1 504 | 1 329 |

| 1962  | 1968  | 1975  | 1982 | 1990 | 1999  | 2006  | 2008  | 2013  |
| ----- | ----- | ----- | ---- | ---- | ----- | ----- | ----- | ----- |
| 1 209 | 1 149 | 1 087 | 982  | 980  | 1 040 | 1 206 | 1 263 | 1 422 |

| 2018  | 2022  | - | - | - | - | - | - | - |
| ----- | ----- | - | - | - | - | - | - | - |
| 1 464 | 1 457 | - | - | - | - | - | - | - |

## Vie associative
- Association M.A.R.C.H.E. : Maxent Arts Randonnées, Culture, Histoire, Environnement, créée en 1997, et ayant pour but la promotion du patrimoine naturel, historique, architectural et culturel de Maxent
- médiathèque

## Accueil des personnes âgées
- La MARPA (Maison d'Accueil Rurale pour Personnes Âgées) accueille les personnes âgées dans 18 logements individuels adaptés et sécurisés avec services (permanence médicalisée 24/24h), dans un ensemble situé près du bourg.

## Transports
- BreizhGo 1 Rennes - Paimpont

## Culture locale et patrimoine

### Lieux et monuments
- Le menhir de Pierre Droite est en Maxent, mais à la limite de Loutehel. Ce menhir en schiste est mutilé ; le bloc subsistant, couché, mesure 3,85 m de longueur pour 2,15 m de largeur[66]. La légende de la Pierre Droite est racontée en 1896 dans un article de journal par Jules Bois-Greffier[67].
- L'intersection du 48e parallèle nord et du 2e méridien à l'ouest de Greenwich se trouve sur le territoire de la commune (voir aussi le Degree Confluence Project).

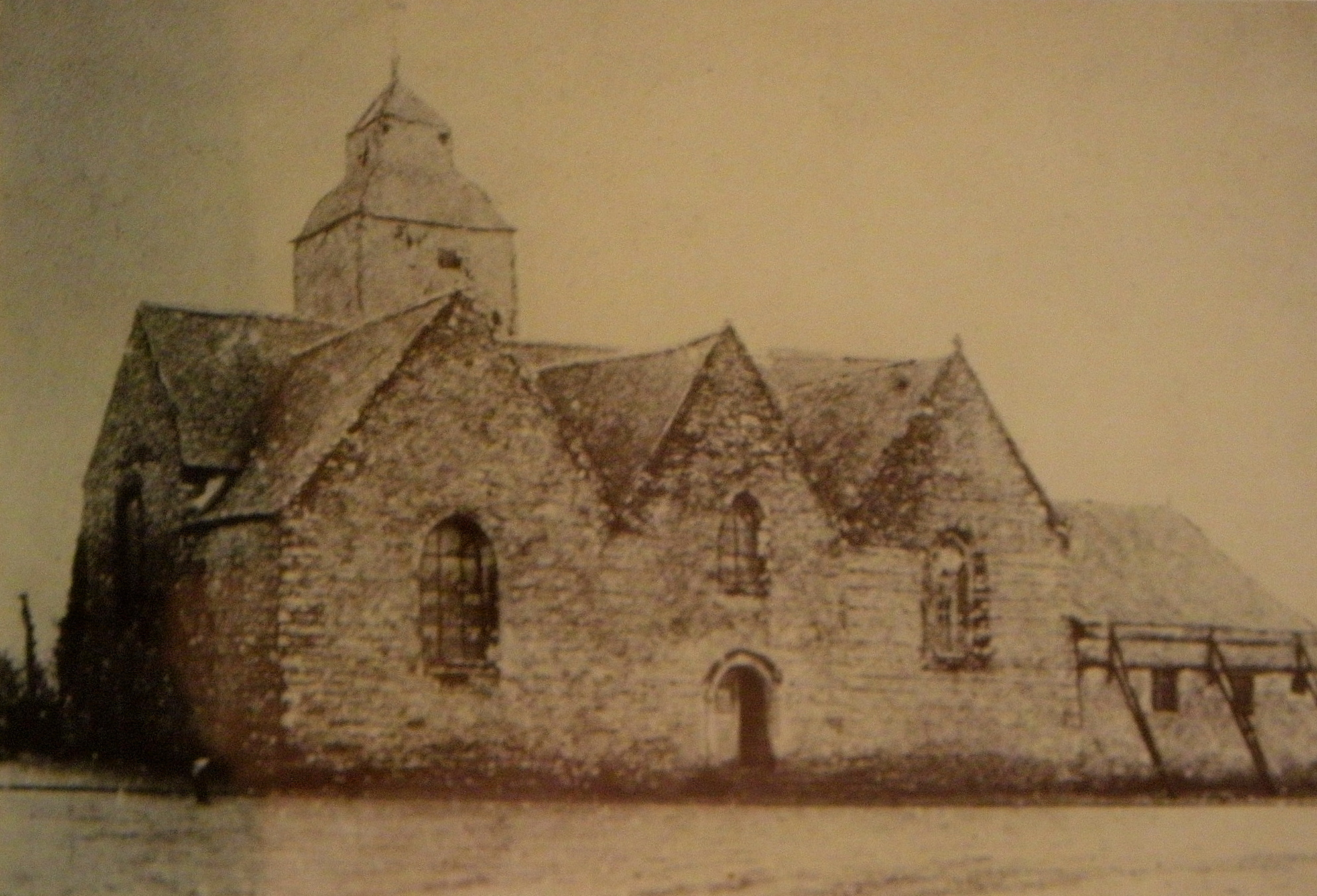
L'ancienne église de Maxent.

- Les vestiges (mis au jour lors de fouilles en 1990) et du mobilier (fonts baptismaux du XVe siècle) de l'ancienne église Saint-Maxent[68]. (IXe siècle : 1893 - 1896 - 1962), détruite en 1897 et remplacée par l'église actuelle.
- l'église actuelle a été  construite par l'architecte Arthur Regnault entre 1893 et 1897 ; elle est presque unique dans son architecture (de style romano-byzantin, elle mêle schiste pourpre, granite et grès) ; elle ne possédait pas à l'origine, faute de moyens, de véritable clocher,ce qui fut pendant 65 ans, jusqu'à la construction en 1962 de l'actuel clocher-pignon, un sujet de moquerie récurrent[69]. Elle possède un riche mobilier religieux[70], dont une statue de saint Maxent[71], un sacraire (en tuffeau, «  le sacraire ou tabernacle ancien de l'église de Maxent, qui est bien le plus beau ancien sacraire que j'aye pu voir en église des champs, ny mesmes de beaucoup de bonnes villes : je m'en rapporte au jugement de ceux qui y prendront garde et y voiront de près » a écrit Pierre Porcher en 1662 ; ce sacraire était placé dans l'angle nord-est du chœur de l'ancienne église et a échappé à la destruction de celle-ci en 1897)[Note 18], un orgue de chœur, etc.[72].

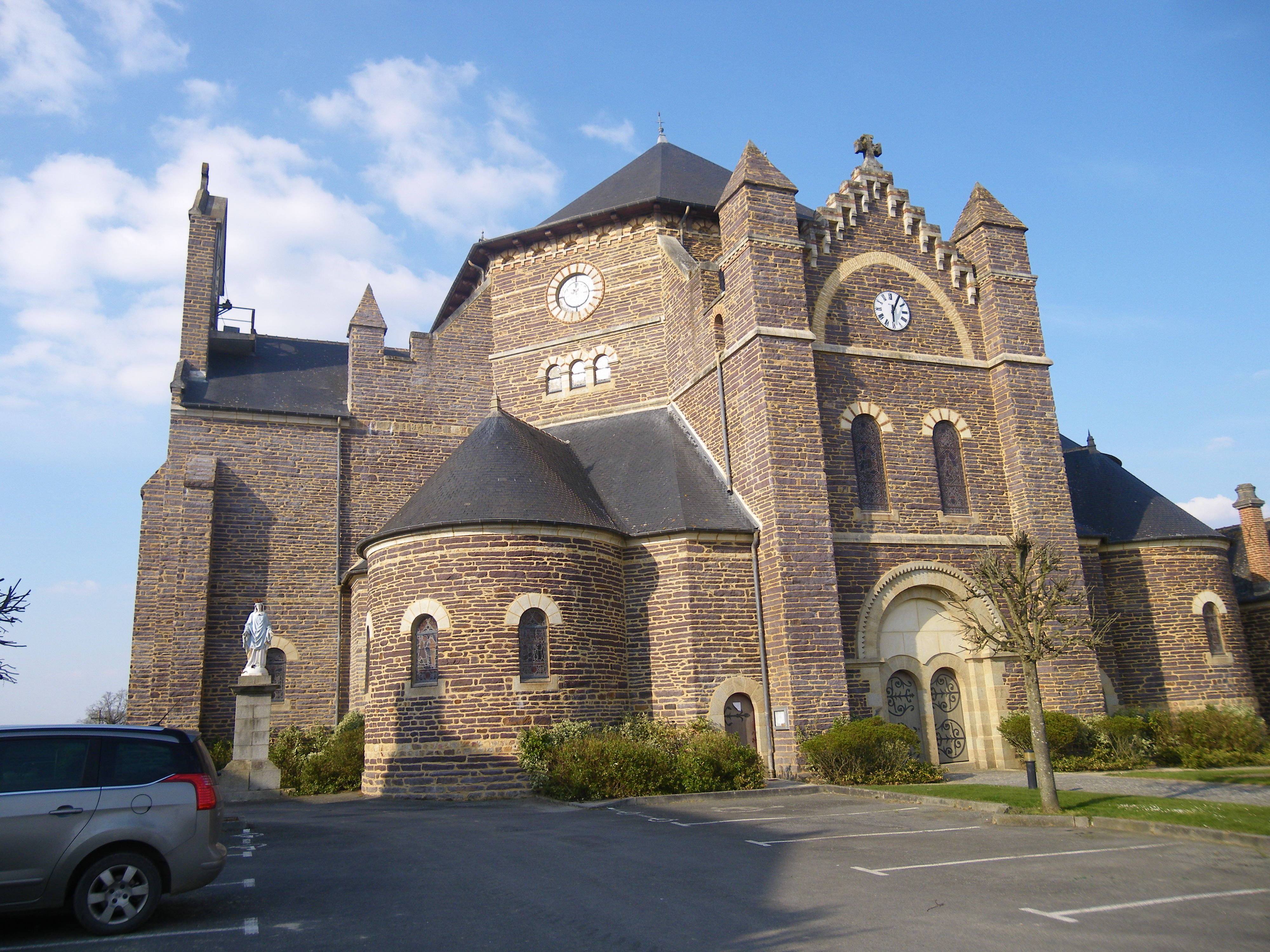
Vue extérieure d'ensemble.
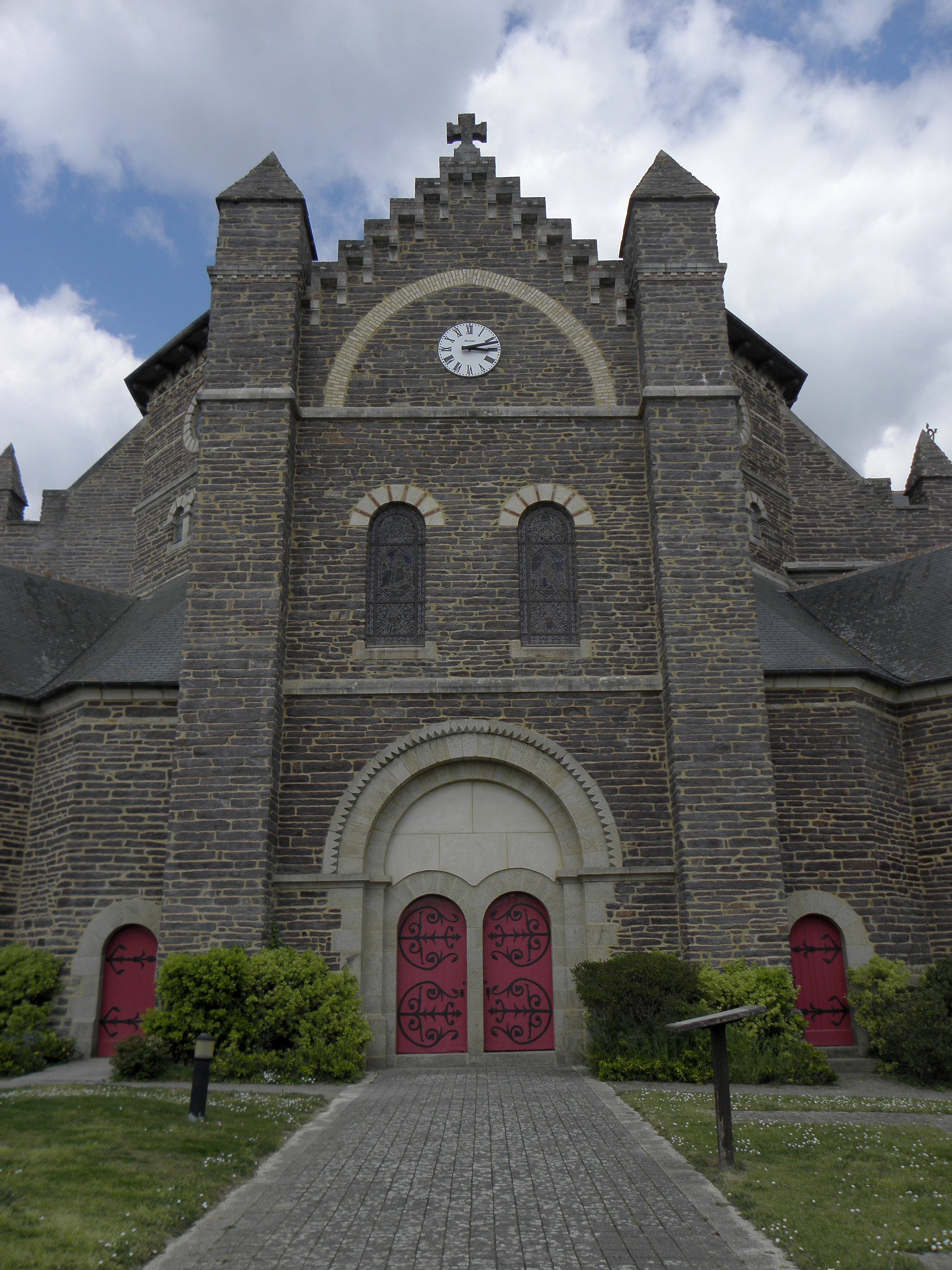
Façade.
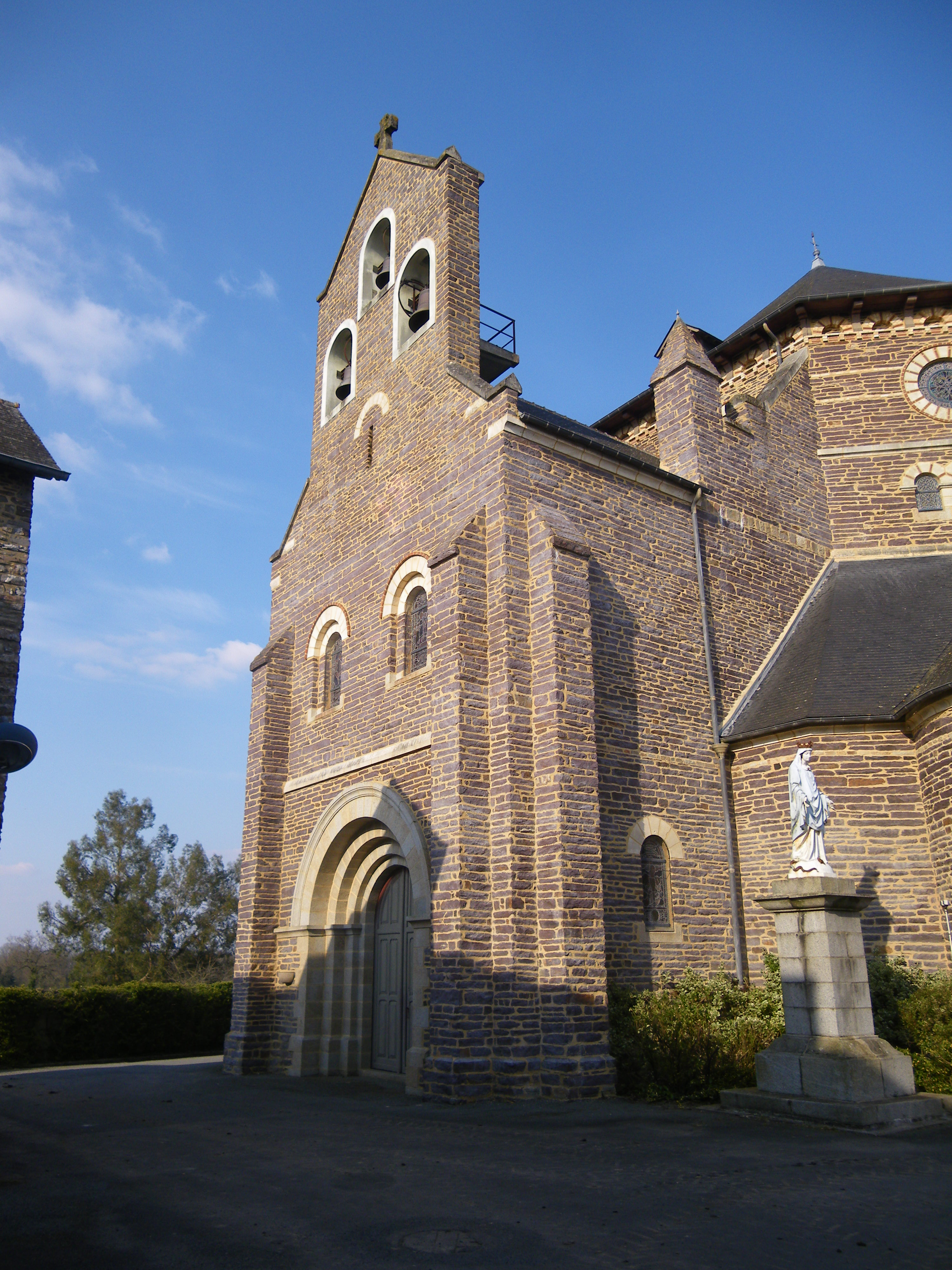
Façade.
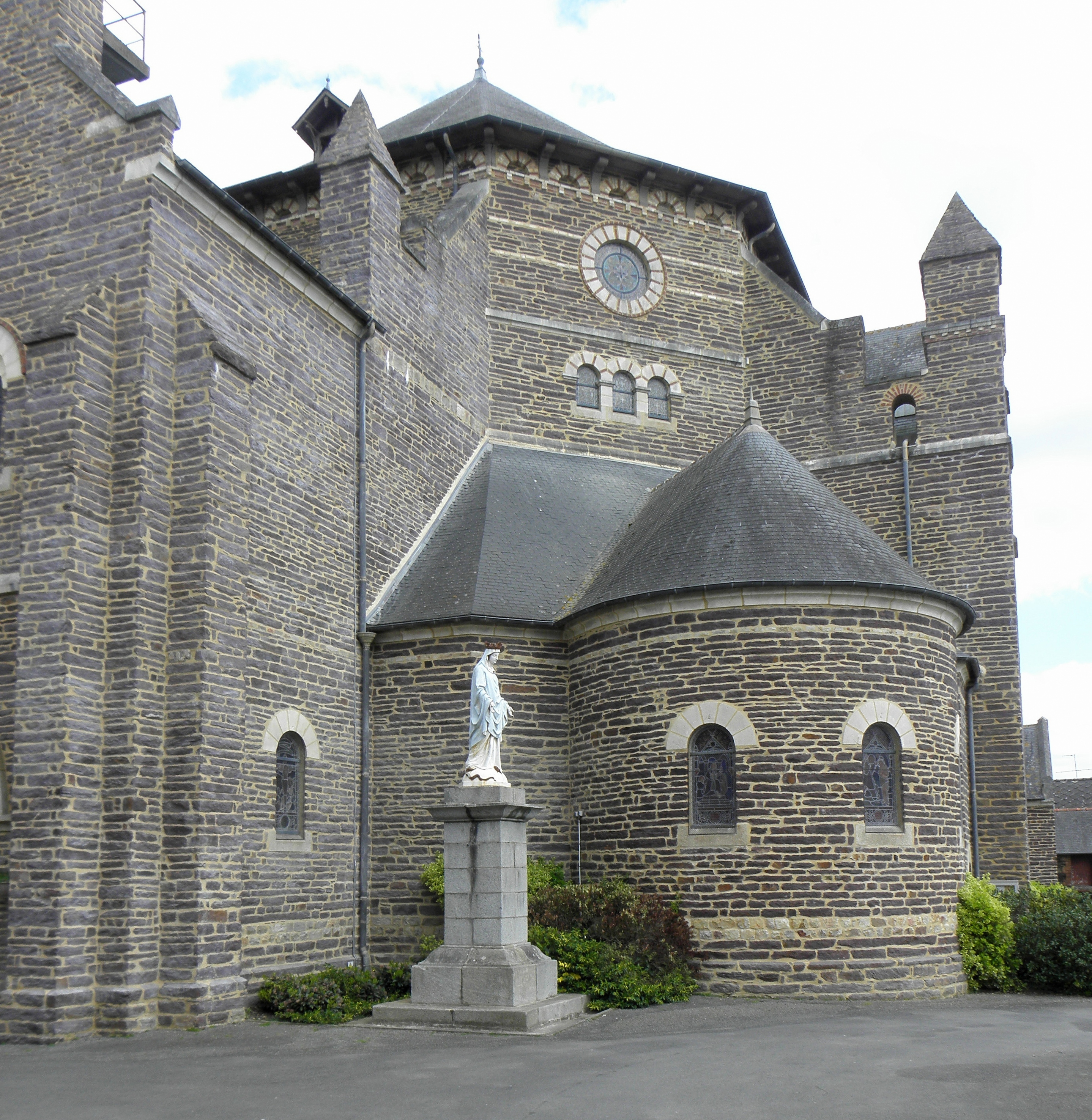
Absidiole sud-ouest et coupole.
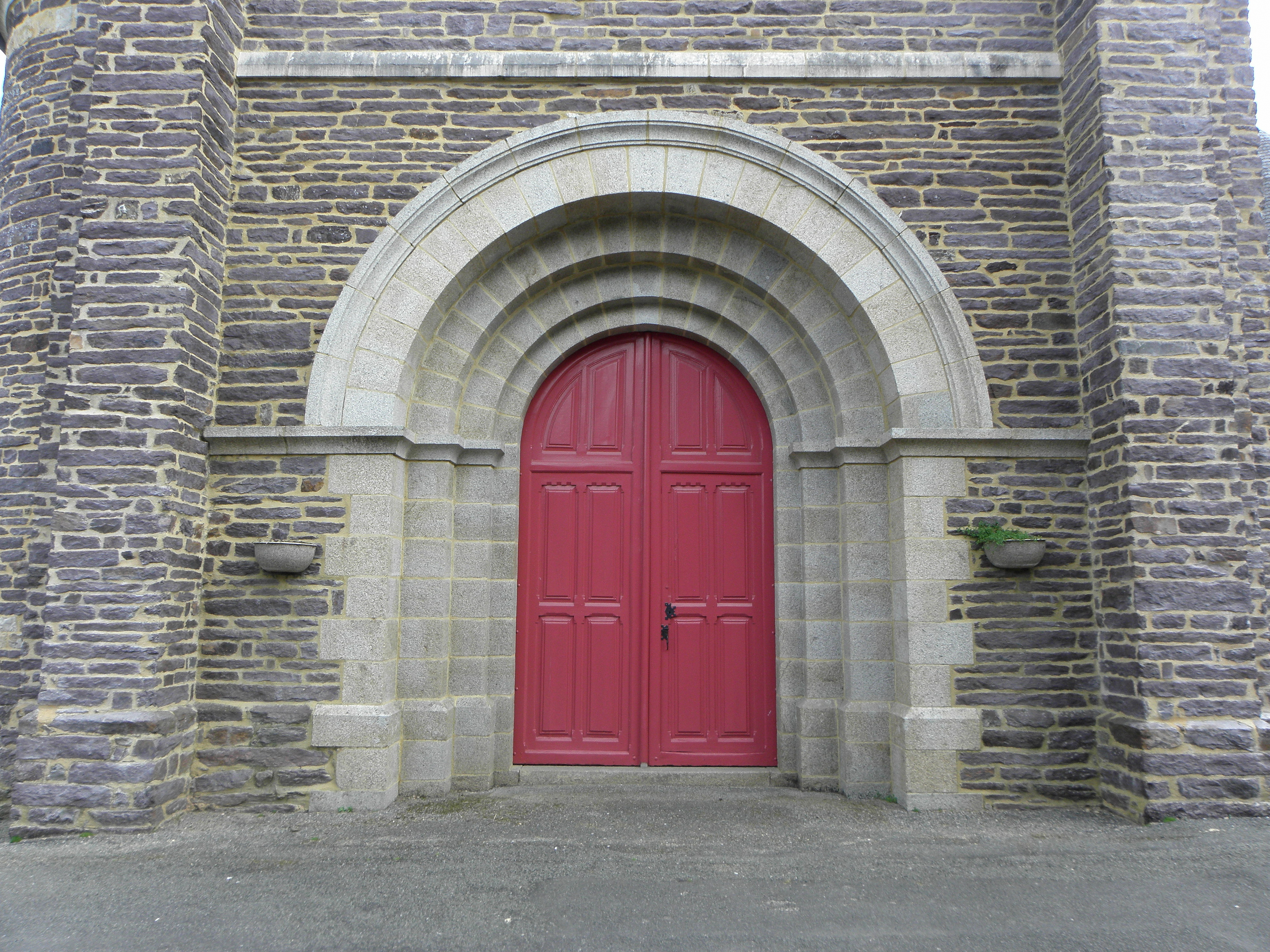
Portail occidental.

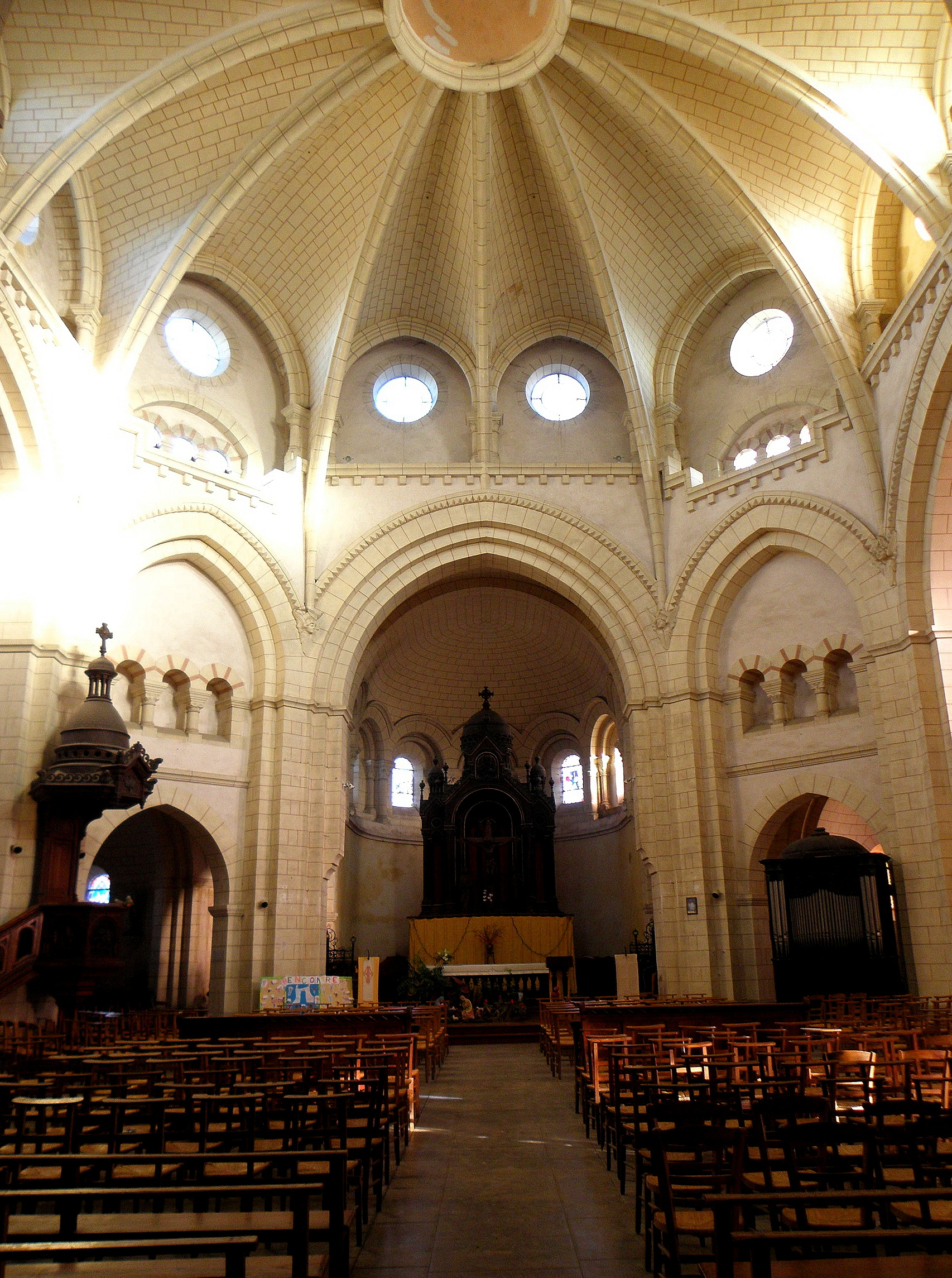
Vue intérieure d'ensemble.
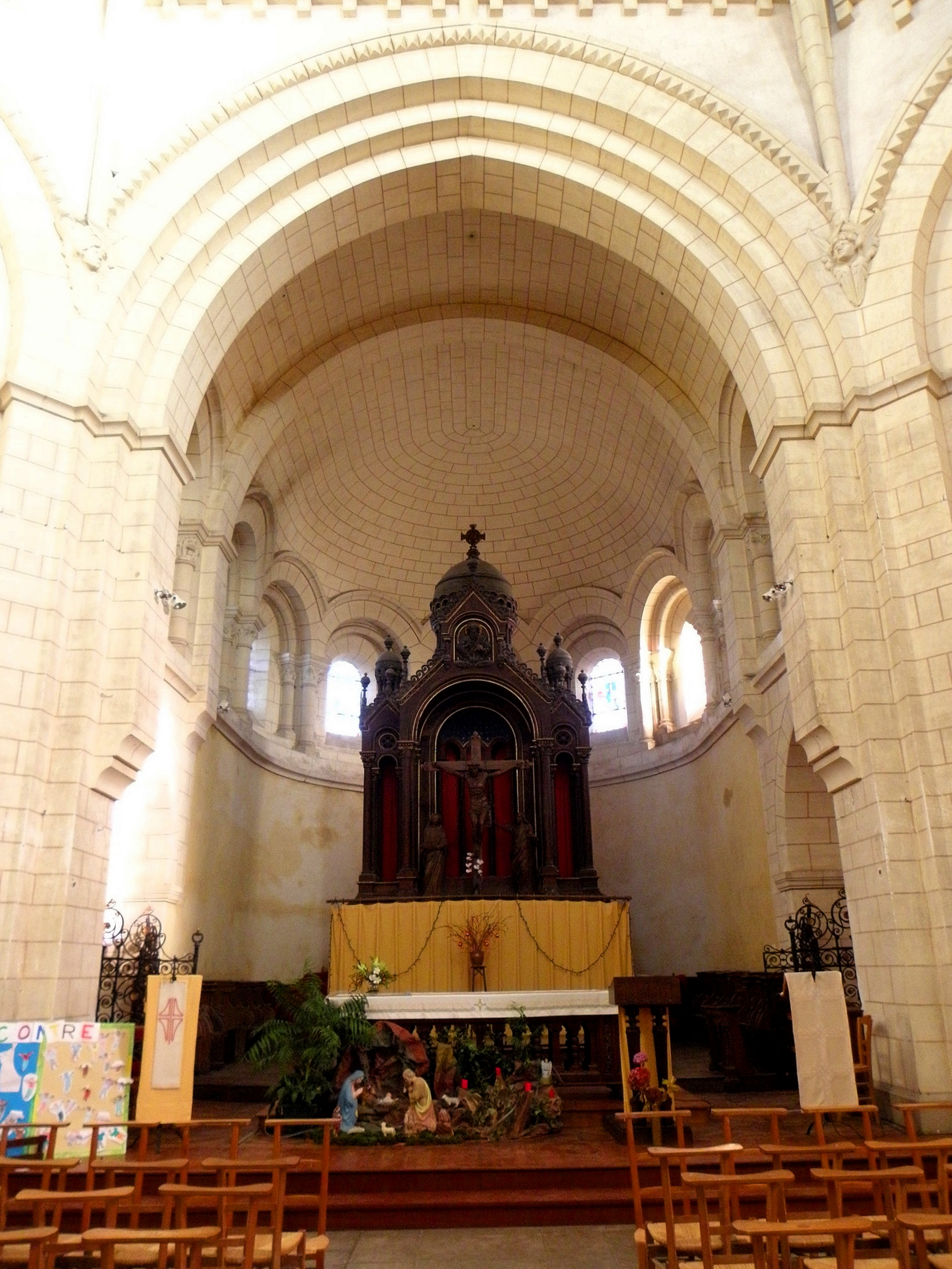
Chœur et maître-autel.
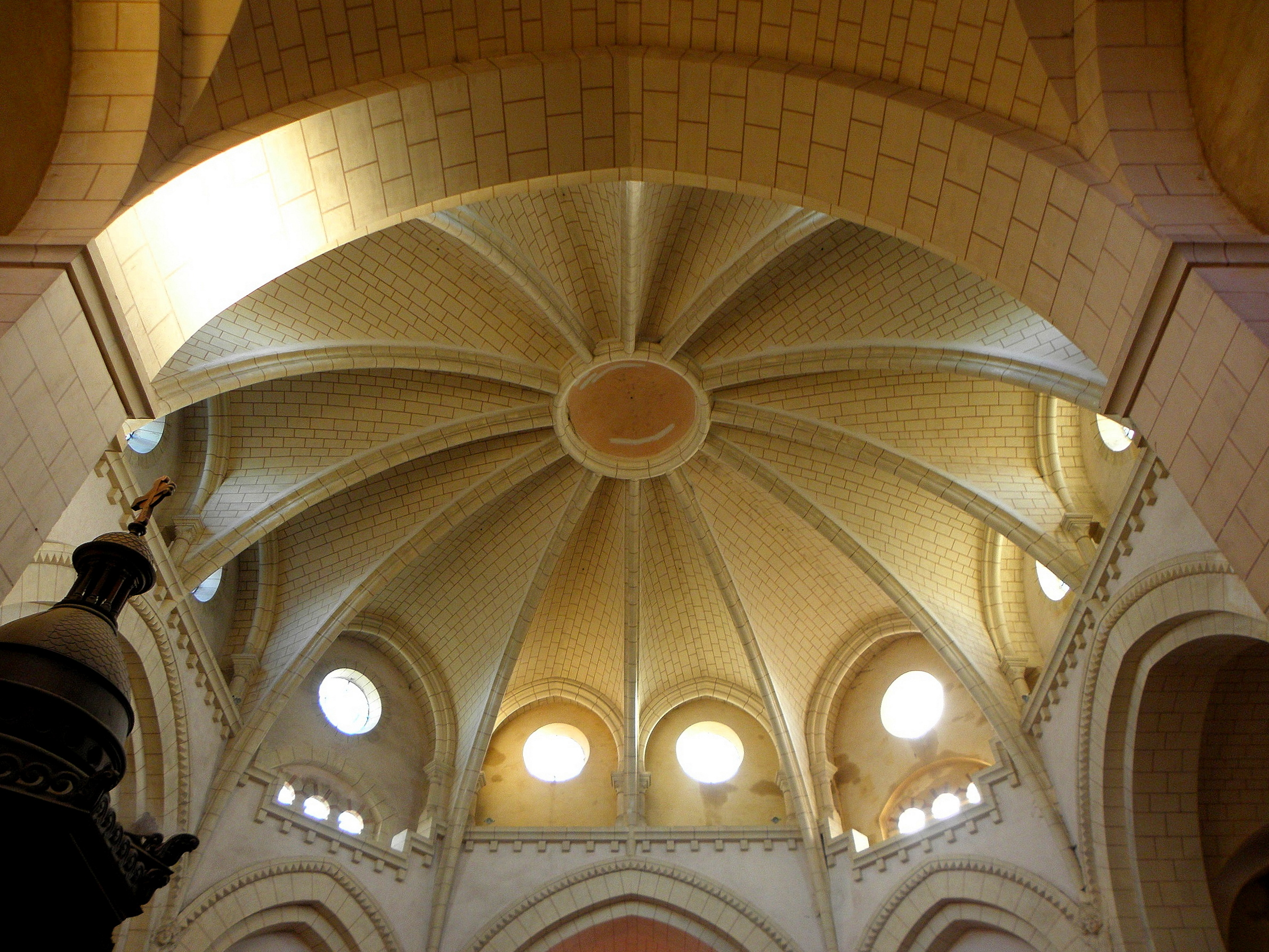
Coupole.
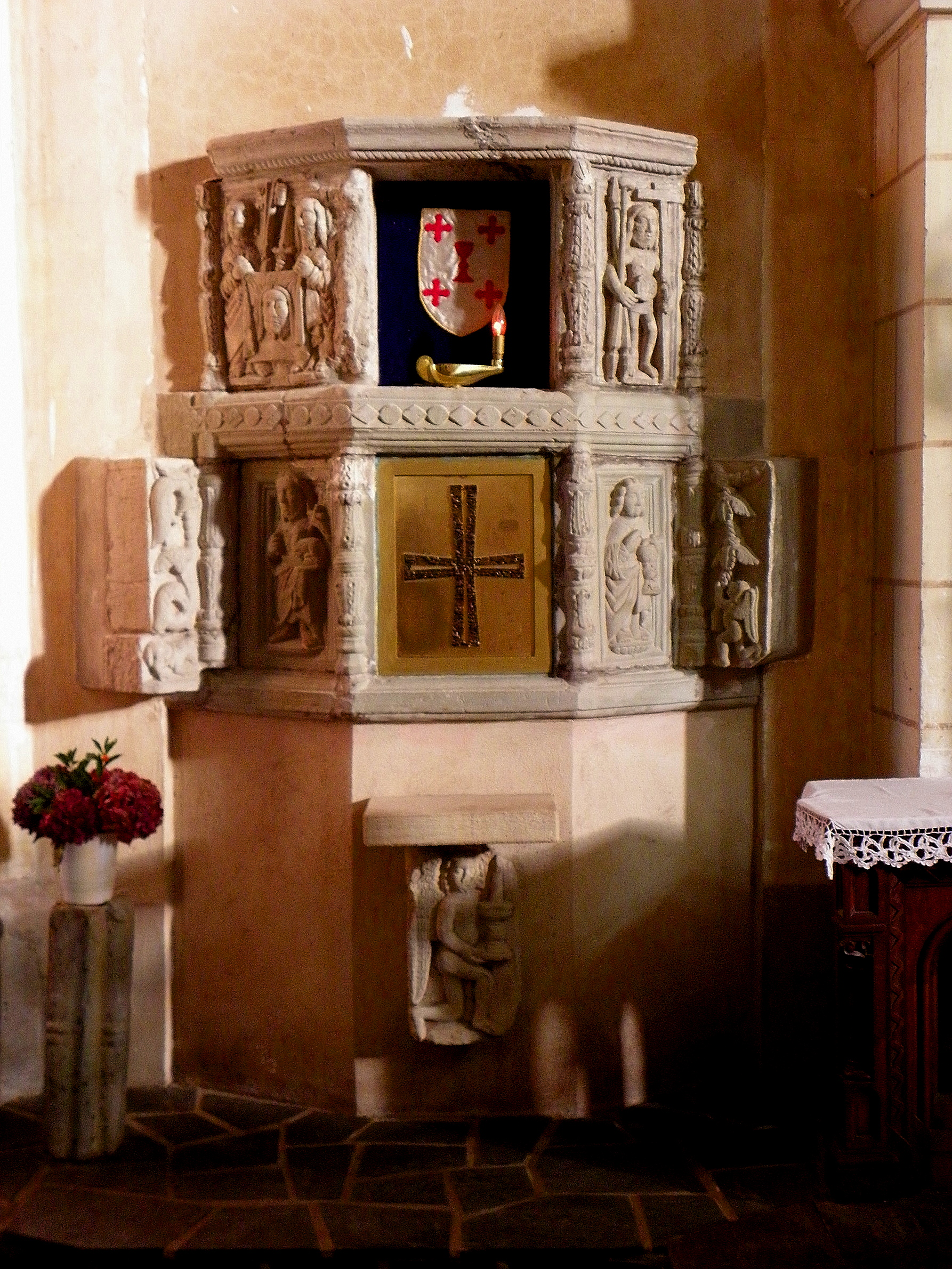
Sacraire.
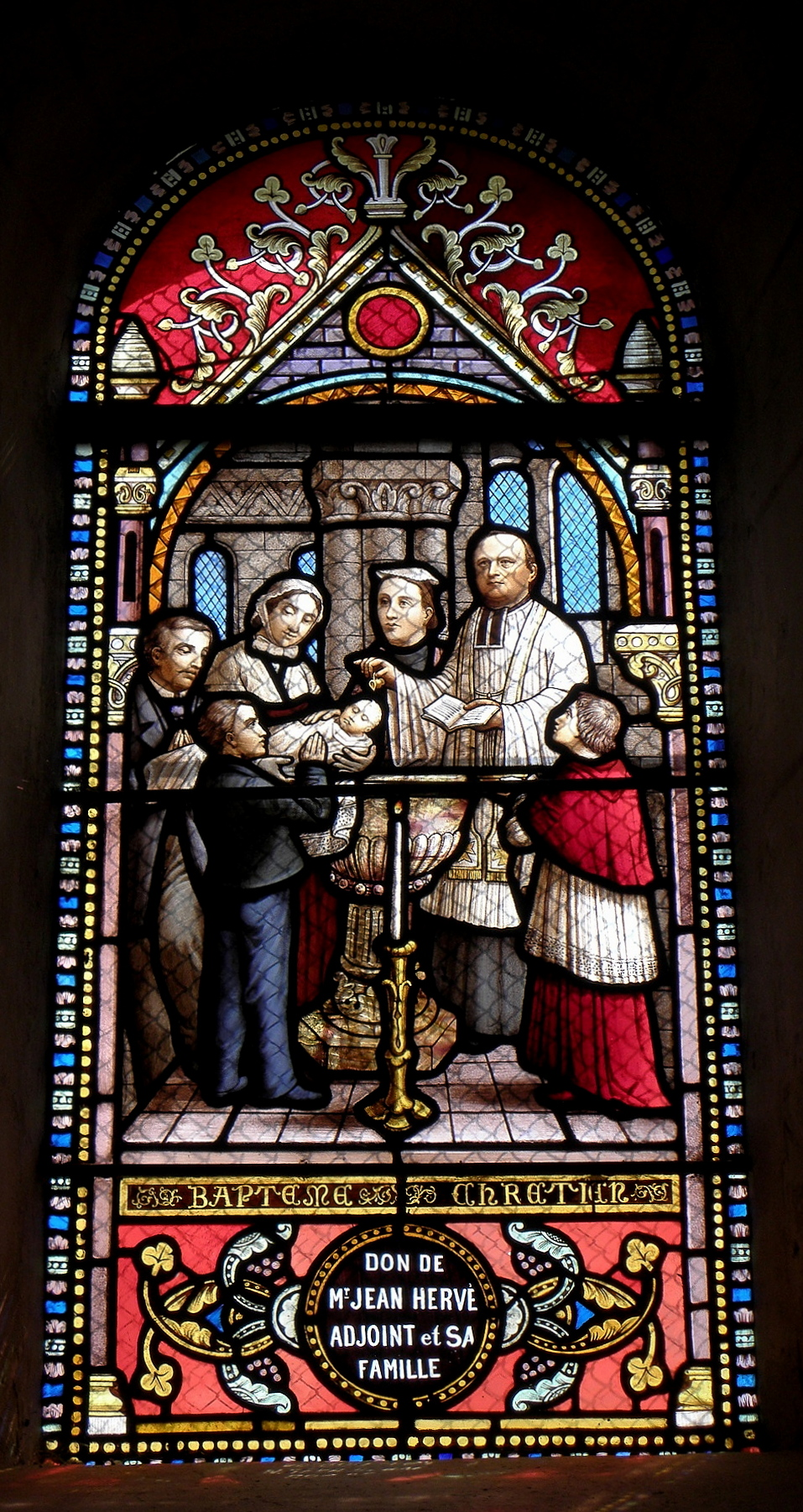
Vitrail (baptême chrétien).
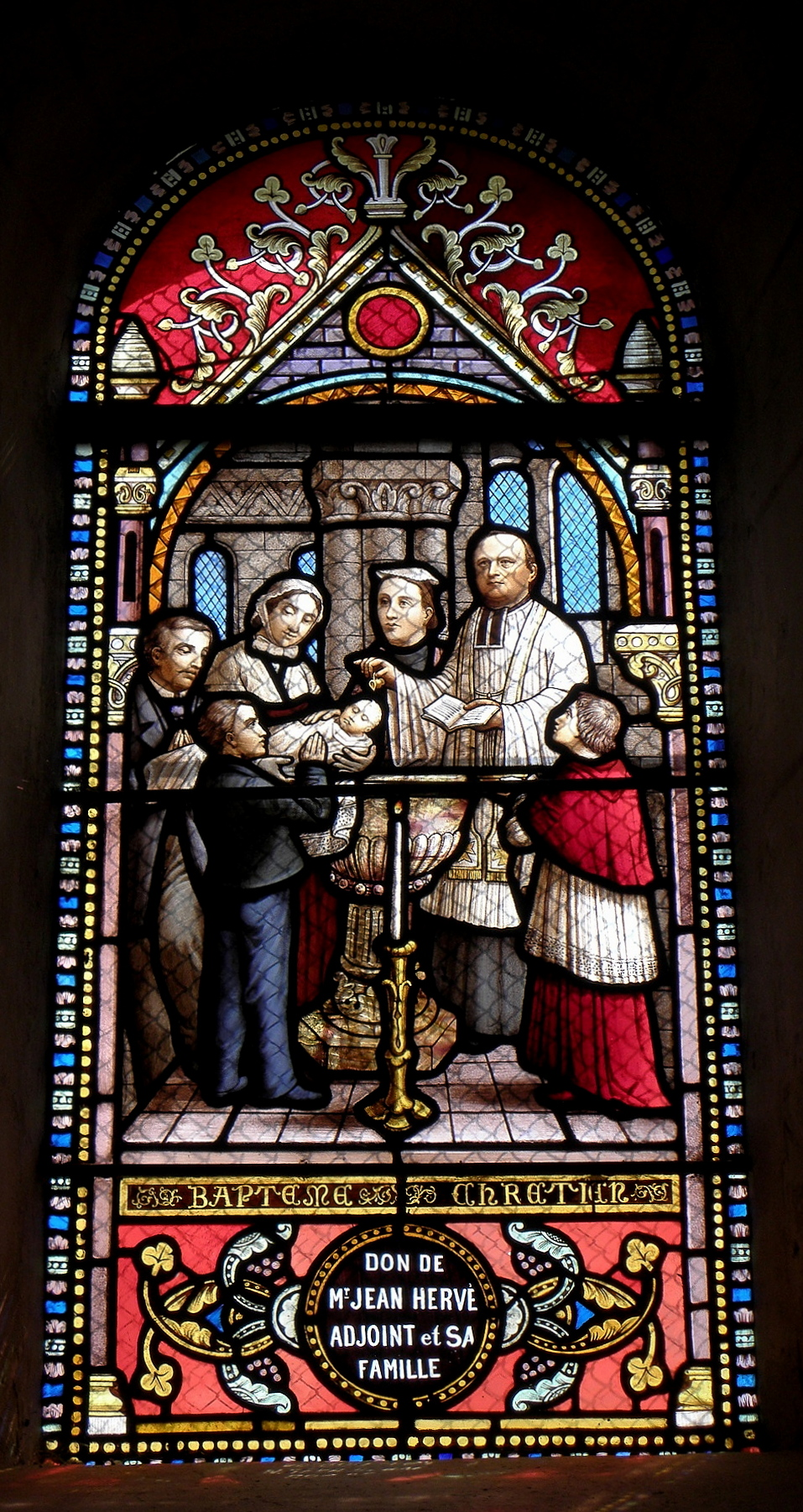
Vitrail (armoiries de la famille de Poulpiquet du Halgouet).

- le château des Hayes (le château actuel est un ensemble de constructions datant du XIXe siècle), édifié à l'emplacement du manoir des Hayes, lequel datait du XVIIe siècle), route de Loutehel. Ancienne propriété de la famille de Poulpiquet du Halgouët[73].
- la fontaine Saint-Maxent (fin XIXe siècle)[74].
- De nombreuses maisons et fermes présentent un intérêt patrimonial (les murs en grès dominent dans le nord-ouest de la commune et en schiste dans la partie sud-ouest)[75].
- Plusieurs arbres remarquables : trois chênes chênes pédonculés ä la Rivière, le Chêne Jouit et la Chesnaie[76], l'if de Périsac (à l'entrée de la chapelle Saint-Pierre de Prisiac)[77] ; un pin parasol, qui était aussi répertorié arbre remarquable, a disparu[78].

### Personnalités liées à la commune
- Conwoïon (vers 800 - † 868), fondateur de l'abbaye Saint-Sauveur de Redon (832), décédé à Maxent.
- Abbé Fouré (auteur des rochers sculptés de Rothéneuf : il fut recteur de Maxent entre 1887 et 1889.
- Ange-Marie Gouin (1877 - † 1945), missionnaire et vicaire apostolique au Laos, né à Maxent.
- Henri Lécuyer (1924 - † 2015), vice-consul de France au Costa Rica, administrateur d'Euratom, administrateur principal à la Direction de la Politique Régionale de la Commission Européenne, il est le « Monsieur Bretagne », ancien Président-fondateur des Bretons de l'Extérieur, récipiendaire de l'ordre de l'Hermine.

### Langues régionales
La commune est engagée depuis 2022 dans la promotion du gallo à travers la signature de la charte « du Galo, dam Yan, Dam Vèr ! ».